# Esclavage aux États-Unis

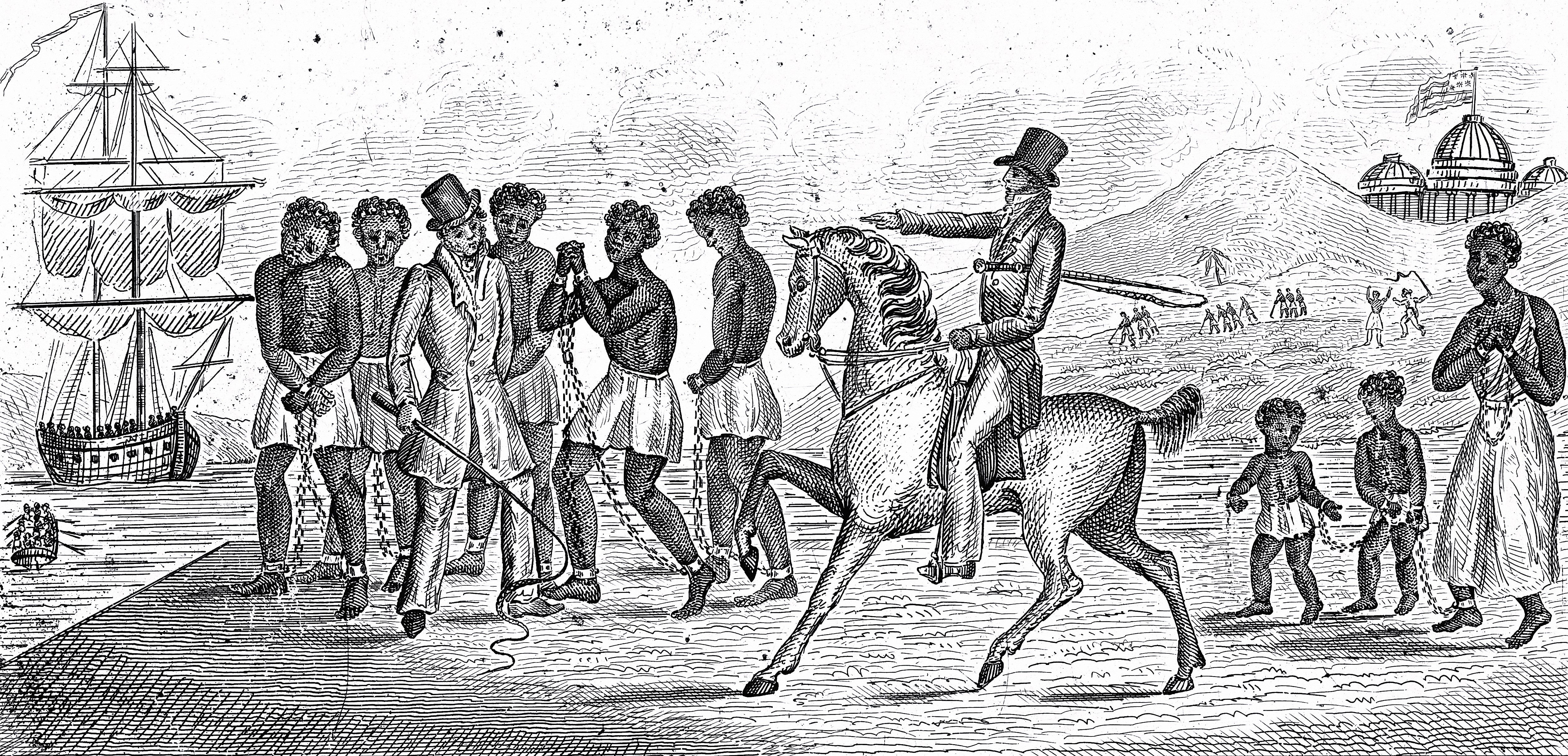
Titre : United States slave trade, 1830.

L'esclavage aux États-Unis (1619-1865) désigne l'exploitation et la privation de liberté de millions de personnes, dans la région actuelle des États-Unis, avant et après l'indépendance du pays en 1776. Institution contestée dès ses débuts, elle prend son essor dans le dernier quart du XVIIe siècle dans la colonie anglaise de Virginie, puis au début du siècle suivant en Caroline, avant de subir le choc des dizaines de milliers de libérations d'esclaves par les Anglais pendant la guerre d'indépendance dans les années 1770. Malgré les premières abolitions qui ont immédiatement suivi dans les États du Nord, cette pratique a duré encore près d'un siècle dans les États du Sud, pour ne s'achever qu'à la fin de la guerre de Sécession et l'adoption du XIIIe amendement de la Constitution américaine adopté par le Congrès le 6 décembre 1865. Celui-ci est suivi du XIVe amendement en 1868, accordant la citoyenneté à toute personne née ou naturalisée aux États-Unis et interdit toute restriction à ce droit, et du XVe amendement en 1870, garantissant le droit de vote à tous les citoyens des États-Unis.
Par la suite, l'application des droits constitutionnels fut encore entravée dans les États du sud jusqu'aux années 1960, par les lois Jim Crow, et par les divers règlements légalisant différentes formes de ségrégation raciale.
Les historiens estiment que, en trois siècles, un total d'environ 400 000 captifs africains y ont été déportés pour y travailler comme esclaves (sur les 12 millions au total de la traite occidentale), et que leur population sur place avoisinera les 4 millions d'individus lors de l'abolition en 1865. Pour marquer cet événement, le 19 juin est devenu un jour férié aux États-Unis, nommé « Juneteenth ». Il est promulgué en 2021 et il symbolise les derniers esclaves libérés aux États-Unis le 19 juin 1865.

## Introduction

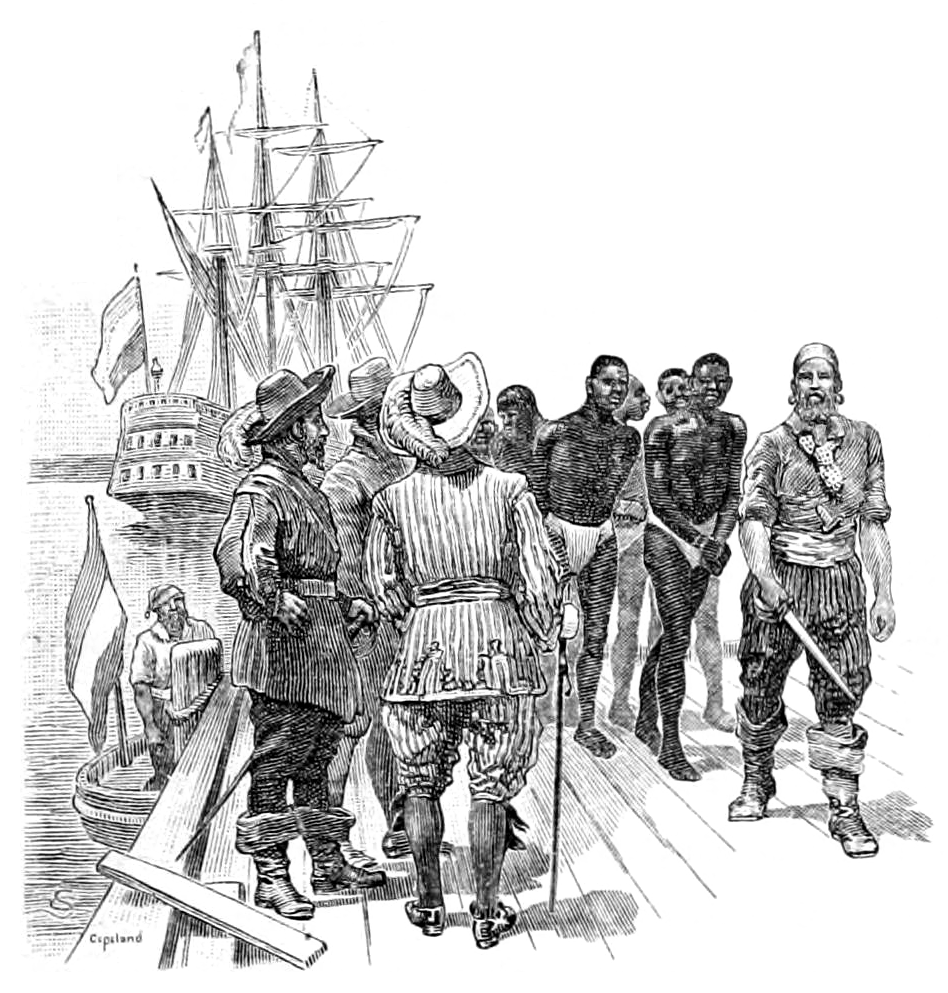
Débarquement en 1619 des premiers captifs africains dans la colonie de Virginie.

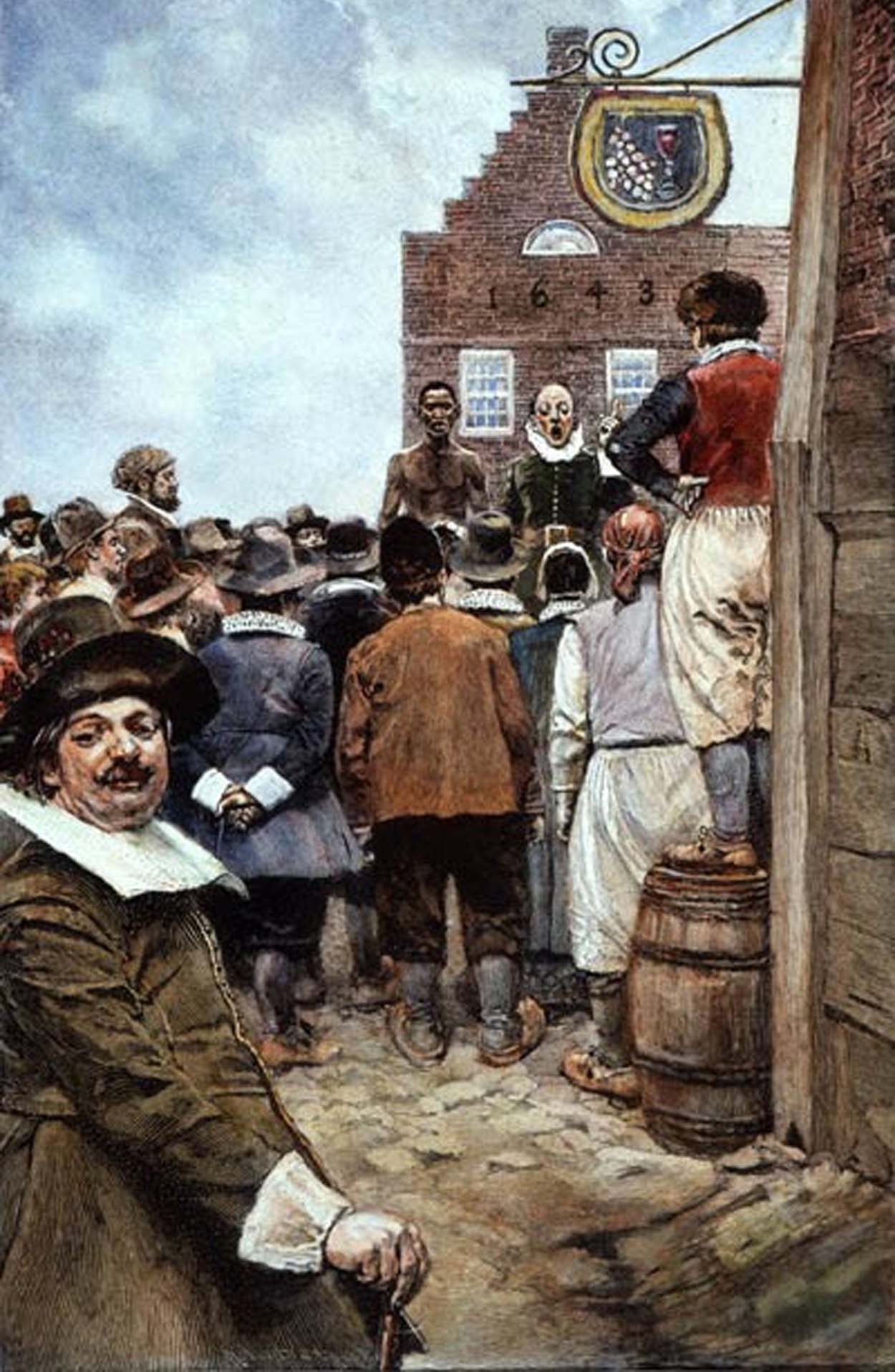
Vente d'esclaves à la Nouvelle-Amsterdam (actuelle New York) en 1655, par Howard Pyle.

Succédant à une forme de servitude temporaire — l’indenture —, un esclavage fondé sur le commerce de déportés africains s'institutionnalise progressivement, à un rythme variable selon les colonies, dans le dernier quart du XVIIe siècle, sous l’effet de décisions de justice et d'évolutions législatives.
Après les dizaines de milliers d'esclaves libérés par les Anglais entre 1775 et 1784, cette pratique est progressivement abolie dans les États du Nord du pays, pendant et dans les années qui suivent la révolution américaine. L'esclavage continue cependant à occuper par la suite une position centrale dans l'organisation sociale et économique du Sud des États-Unis. Les esclaves sont utilisés comme domestiques et dans le secteur agricole, en particulier dans les plantations de tabac puis de coton, qui s'impose au XIXe siècle comme la principale culture d'exportation du pays. Au total, les Treize Colonies puis les États-Unis font venir 400 000 Africains, soit 3,5 % du total des esclaves déportés vers les Amériques[réf. nécessaire], jusqu'à l'interdiction de la traite atlantique en 1808.
Avant la Guerre de sécession, le recensement américain de 1860 dénombre 3 950 528 esclaves dans le pays,. La marge d'autonomie que ces derniers sont parvenus à se ménager à l'intérieur du système d'exploitation dont ils ont été victimes a donné naissance à une culture originale qui emprunte à la fois à leur culture africaine d'origine et à celle de leurs maîtres[réf. nécessaire].
Dans les années 1820, un mouvement anti-esclavagiste, extrêmement actif, s'organise dans le Nord et, avec lui, un réseau d'aide pour les esclaves fugitifs, le chemin de fer clandestin. L'esclavage devient l'un des enjeux principaux du débat politique du pays. Le compromis de 1850, le Fugitive Slave Act, l'arrêt Scott v. Sandford de la Cour suprême ou les émeutes du Bleeding Kansas sont autant d'étapes de la polarisation croissante autour de cette question, à l'origine du déclenchement de la guerre de Sécession en 1861. À l'issue de ce conflit, le XIIIe amendement de la Constitution fédérale met fin à l'esclavage en étendant à l'ensemble du territoire américain les effets de la proclamation d'émancipation du 1er janvier 1863, sans toutefois régler la question de l'intégration des Afro-Américains à la communauté nationale malgré la promulgation du Quatorzième amendement de la Constitution des États-Unis de 1868, accordant la citoyenneté à toute personne née ou naturalisée aux États-Unis et interdisant toute restriction à ce droit, et du Quinzième amendement de la Constitution des États-Unis, de 1870, garantissant le droit de vote à tous les citoyens des États-Unis. Après l’ère dite de la Reconstruction qui prend fin en 1877, la plupart des institutions des anciens États confédérés repassent sous le contrôle des Sudistes racistes qui entraveront l'application des droits constitutionnels des Afro-Américains en établissant des lois locales comme les Lois Jim Crow, la clause de grand-père et par le développement de mouvements terroristes comme le Ku Klux Klan ou la White League. Peu à peu se constitue un système légal de ségrégation raciale dans le Sud, conforté par des milices racistes qui font taire toute tentative de rébellion des Afro-Américains par tous les moyens violents possibles (assassinats, attentats, viols, tortures, enlèvements, incendies d'écoles et d'églises afro-américaines). La ségrégation, dernier rejeton de l'esclavage, ne prend fin que dans les années 1960 avec la vague du mouvement américain des droits civiques et l'adoption de différentes lois fédérales comme le Civil Rights Act de 1964, le Voting Rights Act de 1965 et le Civil Rights Act de 1968 qui mettent en principe fin à toutes les formes de discrimination raciale sur l'ensemble des états des États-Unis,,,. Il n’en reste pas moins que de graves problèmes de race demeurent dans le fonctionnement du système pénal américain.

## Origines
Le développement de l'esclavage aux États-Unis s'est principalement effectué d'abord au XVIIIe siècle dans la colonie de Caroline. La Virginie, colonie plus ancienne, est resté pendant trois-quarts de siècle une terre d'agriculteurs blancs modestes. Elle n'avait que 15 000 habitants en 1650, dont seulement 300 noirs (2%), et 40 000 en 1670, dont un peu moins de 2 000 noirs (5%).
Le nombre de ces derniers passe à 3 000 en 1680 et 6 000 en 1700, les grandes plantations de tabac n'ayant pris leur essor qu'après 1673, année du monopole français du tabac, qui dope la contrebande anglaise en provenance de Virginie et lamine les planteurs français de Saint-Domingue. Les exportations annuelles de tabac virginien de 1741 à 1747 sont 60% plus élevées que dans les années 1700, résistant au quadruplement des taxes, qui va cependant pénaliser la Virginie dans les années 1760, contribuant à déclencher la guerre d'indépendance américaine.

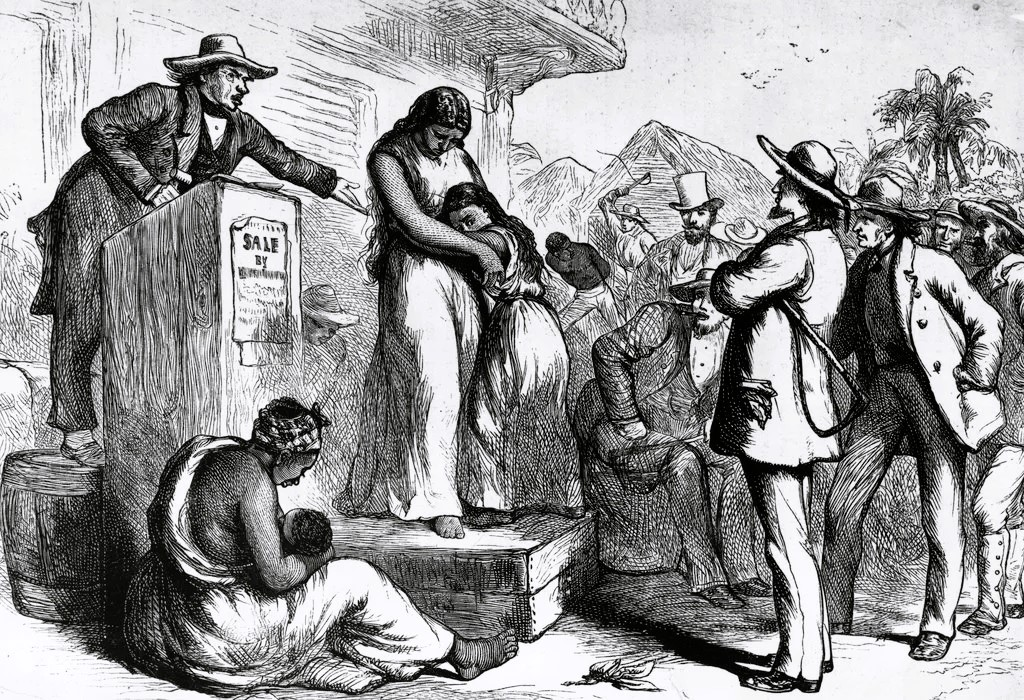
Vente d'esclaves amérindiens et noirs aux États-Unis, XIXe siècle.

En Caroline, les premiers esclaves furent acheminés de l'île de la Barbade par leurs propriétaires au début des années 1660, sans recours ensuite à la traite car au cours des quatre premières décennies d'existence de cette colonie, près de 20 000 Amérindiens furent réduits en esclavage, dont une majorité de femmes. Les esclaves noirs les ont remplacés au siège suivant, leurs arrivées étant multipliées par six en deux décennies d'autant que les tensions s'avivent avec les Amérindiens, désormais mieux immunisés contre les maladies, peu avant la Guerre des Yamasee de 1715-1717, qui fait 400 victimes blanches, en vengeance de l'esclavage.
Vers 1690, la Caroline s'est tournée vers la culture du riz, importée d'Afrique de l'Ouest, adaptée aux terres inondables et qui permet des économies d'échelle sur des plantations plus grandes, employant beaucoup plus d'esclaves, 90% dans certains comtés. Les planteurs de Caroline ont les moyens d'en acheter car les rendements du riz sont bien supérieurs, 20% par an, contre 5% à 10% pour le tabac de Virginie, enrichissant une élite agricole plus récente.
En 1700, après quatre décennie de croissance de la Caroline, les 2800 esclaves noirs n'y représentaient que 40% de la population non-amérindienne, proportion cependant bien plus élevée qu'en Virginie. Leurs arrivées représentent 1 000 personnes dans les années 1690 puis respectivement 3000 et 6000 au cours des décennies suivantes. Mais c'est dans les années 1720 que l'expansion rizicole s'accélère : La production passe de 0,26 million de livres en 1700 à 6 millions dans les années 1720 et 16 millions dans les années 1730.
| Décennie                              | Années 1690 | Années 1700 | Années 1710 |
| Arrivées d'esclaves noirs en Caroline | 1000        | 3000        | 6000        |

La demande de riz est dopée dans les années 1720 et 1730 par la forte immigration de familles modestes écossaises qui s'installènt au pied des Appalaches. Le représentant de la colonie Henry Laurens exporte ar Charleston, devenu le plus grand port du Sud le bois qu'il lui livrent en échange de riz.

### Développement progressif

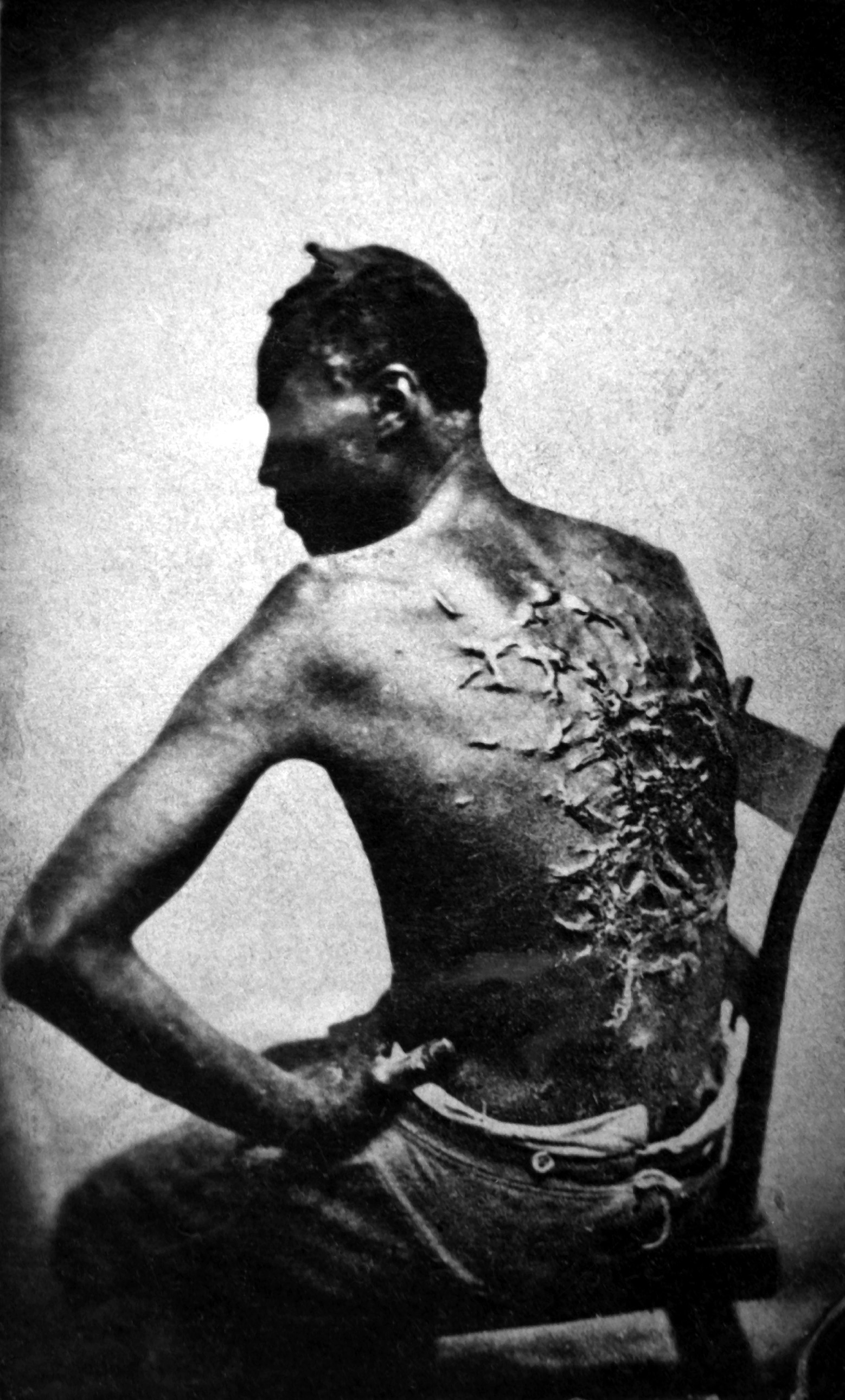
Cicatrices de flagellation sur un esclave. Photo prise le 2 avril 1863, à Baton Rouge, Louisiane. Légende originale du photographe : Le contremaître Artayou Carrier m'a fouetté. À la suite de cette flagellation, j'ai eu des escarres pendant deux mois. Mon maître est venu après que j'ai été fouetté ; il a licencié le contremaître. Ce sont les propres paroles du malheureux Peter alors qu'il posait pour la photo.

La colonie de Virginie fut la première non ibérique en Amérique, excepté le court passage de Pierre du Gua de Monts 2 000 km plus au nord en Nouvelle-Écosse (1604-1607). Après l'échec en 1584 du navigateur anglais Walter Raleigh sur l'île de Roanoke Island, en 1607, une deuxième colonie anglaise fut fondée par la Virginia Company. Une vaste campagne de publicité, utilisant des brochures, des pièces de théâtre et des sermons dans toute l’Angleterre a convaincu près de 1 700 personnes physiques et morales d'acheter des actions, y compris des corporations commerciales et des villes.
Comme la Caroline plus tard, la Virginie pratique l'engagisme via des indentured servants. En échange de 7 ans de travail, La colonie de Virginie fournit passage, nourriture, protection et propriété foncière aux 600 colons qui arrivent entre mars 1608 et mars 1609, mais sans soutien logistique, ce qui déclenche la famine de 1609. La charte rédigée par Thomas Smythe, gouverneur de la Compagnie anglaise des Indes orientales depuis 1603, qui a échoué en Asie face aux Hollandais, interdit de s'en prendre aux leaders religieux Amérindiens mais enjoint de recueillir des enfants pour les convertir ce qui cause des guerres.
La Compagnie devient rentable à partir de 1612 : la découverte de nouvelles variétés de tabac, plus adaptés aux goûts anglais en fait une culture marchande, ce qui amène en 1614 la Couronne à reprendre à la Compagnie les îles Bermudes. La Virginie connaît de nombreux arrivages de colons, après avoir promis des terres à quiconque en transporte.
Le négociant Robert Kœnigsmann implante le tabac près de Strasbourg en 1620 et le cardinal de Richelieu décide de taxer en 1621 celui des Antilles, pour obtenir 7 ans après les premières plantations en France, à Clairac (Lot-et-Garonne). En avril 1622, les troupes du chef indien Opchanacanough tuent 350 des 1240 colons d'un seul des établissements, ce qui entraîne de nombreux départs. En 1624, seulement 3400 des 6000 premiers colons avaient survécu . Le succès du tabac sur le Vieux continent, réexporté par Amsterdam, amène l'administration anglaise, à envisager un monopole en 1620.
En 1621 les actionnaires se plaignent d'une dette de 9000 sterling, de l'absence de dividendes et des loteries utilisées pour créer des actions.
La société par actions fait faillite en 1624 et la propriété de la Virginie est transférée au Roi d'Angleterre, qui édicte en 1626 un monopole très strict sur la production et la commercialisation du tabac, au cours de la période 1626-1628, puis accorde une concession sur les terres situées plus au sud, de la future Caroline.
Les meilleures terres du Sud-Est de la Virginie étant déjà entre les mains de riches planteurs, dès le milieu du XVIe siècle, la libération des anciens engagés ne leur permettait pas d'échapper à la pauvreté, d'autant que la culture du tabac nécessitait de laisser la terre reposer après trois ans. La révolte de Bacon, déclenchée en 1676, montra qu'ils pouvaient constituer une menace pour les riches propriétaires terriens. « Les exportations de tabac de la Virginie et du Maryland sextuplent en trente ans, entre 1663 et 1699 » car elles étaient encore insignifiantes pendant le demi-siècle précédent et pour compléter leurs revenus, les Virginiens modestes achetaient des peaux de cerfs aux Indiennes, en échange d'armes et les Noirs n'étaient encore que 150 en 1640 et 300 en 1649 dans les colonies du Sud.

### Arrivée d'une vingtaine de Noirs douze ans après les débuts
C'est aussi le système de l'indenture qui est appliqué lors de l'arrivée d'une vingtaine d'Africains en 1619 près de Jamestown en Virginie,, qui se produit par le hasard d'avaries sur un navire corsaire hollandais, obligé d'accoster sur la terre la plus proche, car souffrant de sérieuses avaries. La vingtaine de Noirs à bord n'étaient pas destinés à la Virginie, car les hollandais les avaient trouvés sur un navire négrier espagnol. Le corsaire passe un mois dans la colonie, et y débarque les esclaves, recevant de la nourriture et de l'aide pour des réparations.
Les Espagnols baptisaient généralement leurs esclaves avant leur départ vers les colonies, mais le droit anglais considérait que les chrétiens baptisés ne pouvaient être esclaves. Les Virginiens leur appliquent alors le seul statut qu'ils connaissent, celui d'engagés « travailleurs sous contrat »: ils sont libérés après une période établie, et se voient accorder la jouissance de quelques terres, comme ce fut le cas pour l'un d'eux Anthony Johnson,, qui deviendra même par la suite l'un des premiers propriétaires d'esclaves légaux aux États-Unis, en 1640. 

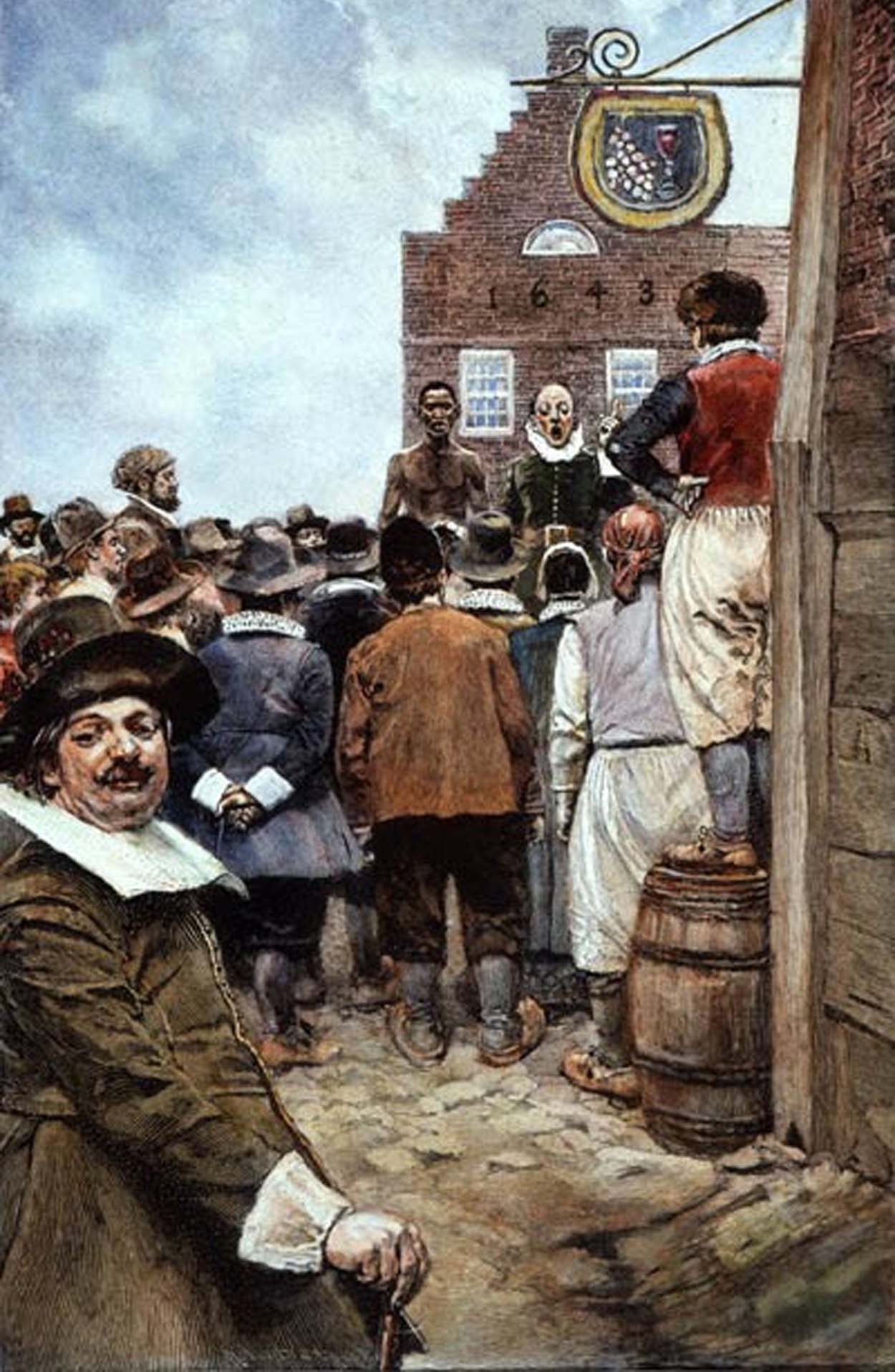
Première vente d'esclaves 1655 à la Nouvelle-Amsterdam par Howard Pyle, 1895.

Au-delà de cet épisode inaugural, le statut des premiers Africains amenés sur le continent américain au XVIIe siècle fait encore aujourd'hui débat. Deux thèses, la thèse d'une progressivité de l'esclavage et la thèse racialiste, s'opposent à ce sujet. La thèse de la progressivité insiste sur une évolution du statut des Noirs. Oscar Handlin met en avant que, contrairement aux empires ibériques, les Britanniques n'avaient pas pratiqué l'esclavage avant l'installation de leurs premières colonies américaines au XVIIe siècle. Aux premiers Noirs, on aurait, comme à la vingtaine d'Africains débarqués du « White Lion », attribué un statut d’indentured servant, identique à celui des immigrés européens pauvres. Le racisme à l'égard des Noirs n'aurait été, dans cette perspective, qu'une des conséquences de l'infériorité durable de leur statut. La thèse racialiste estime au contraire que les Noirs africains auraient d'emblée été considérés, à cause de la couleur de leur peau et de préjugés racialistes antérieurs, comme des êtres inférieurs, corvéables à merci. L'esclavage américain n'aurait été que l'importation à l'identique d'un système déjà répandu dans les colonies ibériques d'Amérique du Sud et des Caraïbes.
Dans la colonie de Virginie, la condamnation en 1640 à la servitude à vie de l’indentured servant noir John Punch, après une tentative d'évasion, est la première trace connue d'une différenciation de la jurisprudence sur la base de la couleur de la peau. En 1654, une cour du comté de Northampton se prononce contre John Casor (en), le déclarant propriété à vie de son maître. Les colons s'engouffrèrent dans un vide juridique : puisque les déportés africains n'étaient pas citoyens britanniques par leur naissance, ils n'étaient pas nécessairement couverts par la loi commune britannique (common law).
John Casor, fut déclaré esclave à vie d'Anthony Johnson en 1655. En 1661 et 1662, l'esclavage devient pour la première fois un statut héréditaire en Virginie.

### Sucre, tabac et coton, trois économies différentes

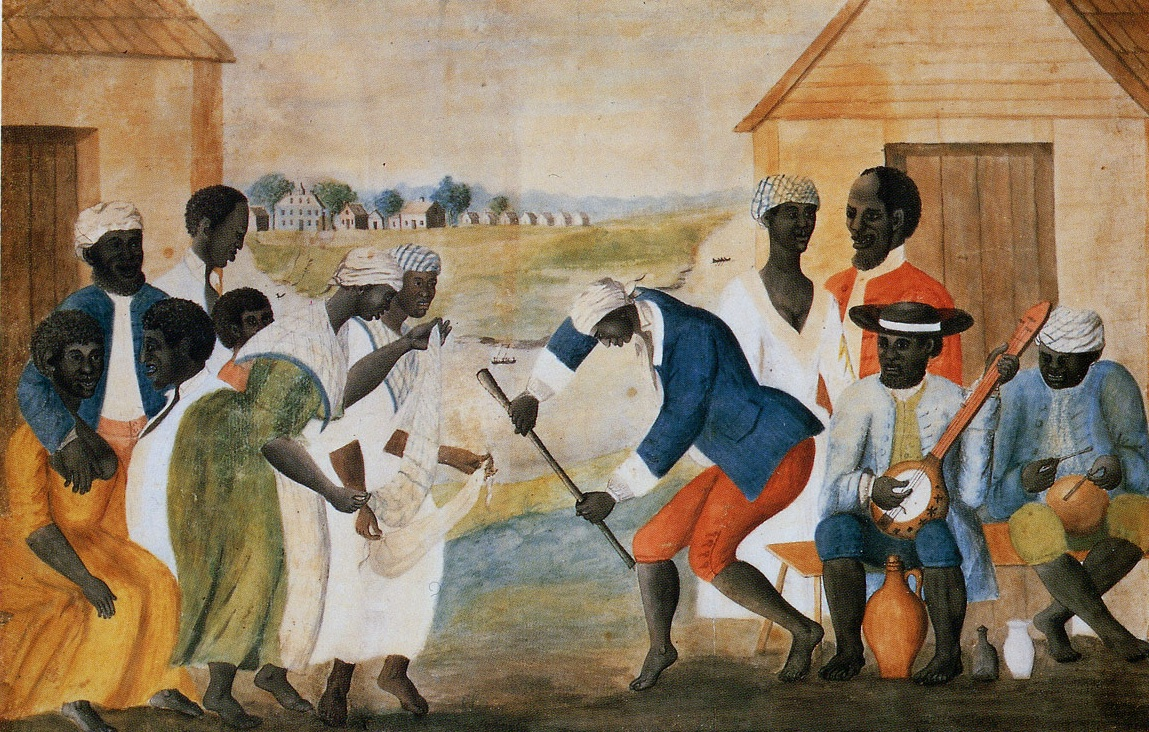
Esclaves dans une plantation de Virginie. Illustration tirée de en, vers 1790.

Les Britanniques ont créé en 1672 la Compagnie royale d'Afrique, pour développer le commerce négrier dans l'océan Atlantique, vers leurs deux principales îles à sucre, la Jamaïque et la Barbade. Le tabac du continent, moins rentable et plus exposé aux attaques amérindiennes, repose de son côté sur une main d'œuvre d'abord blanche, puis noire mais, née sur le sol américain, qui se voit imposer le statut d'esclave, seulement dans le dernier tiers du XVIIe siècle. Les codes noirs, adoptés dans l'État du Connecticut dès 1690 et en Virginie en 1705, généralisent explicitement ce statut, en définissant les droits des propriétaires sur des individus considérés comme des biens meubles, et donc dépourvus de droits[réf. souhaitée].
Durant la période coloniale britannique, toutes les colonies, au nord comme au sud, possédaient des esclaves[réf. souhaitée]. Ceux du Nord étaient principalement employés à des tâches domestiques, ceux du Sud travaillant dès l'origine dans des fermes et des plantations, cultivant des plants d'indigo, de riz et de tabac, le coton ne devenant la culture principale qu'au cours des années 1790. En Caroline du Sud en 1720 près de 65 % de la population était constituée d'esclaves, principalement utilisés par les riches fermiers et planteurs tournés vers l'exportation.
La production du coton elle n'arrive qu'un siècle plus tard, quand la part des plantations américaines dans l'offre mondiale passe brutalement de 5 % à 70 % entre 1790 et 1805, pour alimenter les fabriques de la région industrielle de Manchester, ferment de la première révolution industrielle d'Europe. Le prix du coton grimpe de 50 %, de 30 à 45 cents par livre entre 1790 et 1800, avant de revenir progressivement à moins de 10 cents en 1840, avec l'extension des plantations dans l'Ouest, à grande échelle, dans quatre futurs États.

## Les esclaves noirs libérés par les Anglais
Plusieurs dizaines de millier d'esclaves noirs ont été libérés par les Anglais en Caroline du Sud, mais aussi en Georgie ou encore dans le Maryland, pendant la Guerre d'indépendance américaine, en échange de leur affranchissement collectif, notamment dans le sillage de la Dunmore's Proclamation (1775) et la Philipsburg Proclamation (1779), aux tout début de cette Guerre d'indépendance américaine, à l'issue de laquelle ces Loyalistes noirs seront évacués au Canada, resté une des possessions anglaises importantes puis participeront à la création du Sierra Leone. Mais la majorité des esclaves libérés par les Anglais entre 1775 et 1784 ont réussi à s'enfuir vers de nombreuses destinations différentes.

## 1776-1865

### Second passage du milieu

Animation montrant l'évolution des territoires esclavagistes de 1789 à 1861.

La culture du coton, et avec elle l’esclavage, se répandit à l'ouest avec l'expansion des États-Unis. L'historien Peter Kolchin écrit qu'« en brisant des familles existantes et en forçant les esclaves à se réinstaller loin de tous ceux et tout ce qu'ils connaissaient », cette migration « reproduisait (à une échelle réduite) beaucoup des horreurs » de la traite atlantique. L'historien Ira Berlin a donné à cette migration le nom de « second passage du milieu »À (second middle passage). Qu'ils aient eux-mêmes vécu ce déracinement ou qu'ils en aient expérimenté la crainte, Berlin considère cette déportation massive comme un traumatisme central dans la vie d'un esclave entre la révolution américaine et la guerre de Sécession.

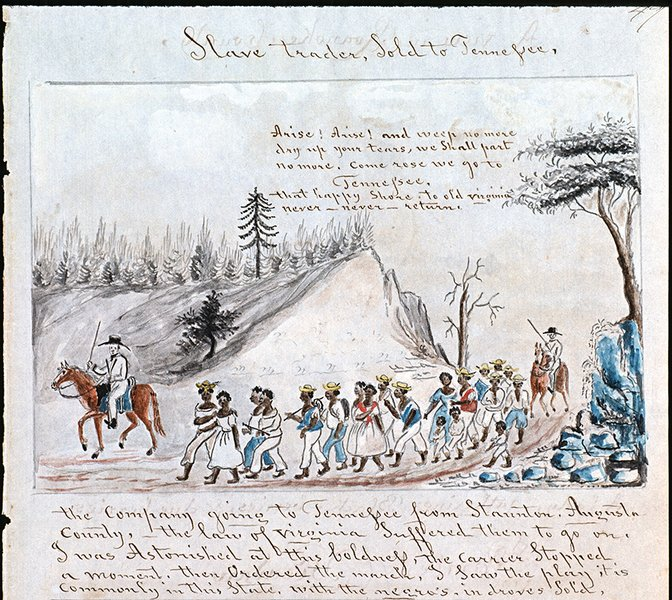
Chapelet d'esclaves noirs conduits à pieds de Staunton (Virginie) jusqu'au Tennessee en 1850.

Les statistiques sont lacunaires concernant le nombre exact d'esclaves déplacés : on estime ce chiffre à environ un million entre 1790 et 1860. La majorité des esclaves étaient originaires du Maryland, de Virginie et des Carolines. À l'origine, leur destination était principalement le Kentucky et le Tennessee mais après 1810 la Géorgie, l'Alabama, le Mississippi, la Louisiane et le Texas ont reçu la majorité des esclaves déportés. Dans les seules années 1830, presque 300 000 esclaves furent déplacés, l'Alabama et le Mississippi en recevant 100 000 chacun. On estime que de 60 à 70 % des migrations interrégionales étaient le résultat de la vente d'esclaves. En 1820, la possibilité pour un enfant de l'Upper South d'être vendu dans le Sud profond avant 1860, était de 30 %.

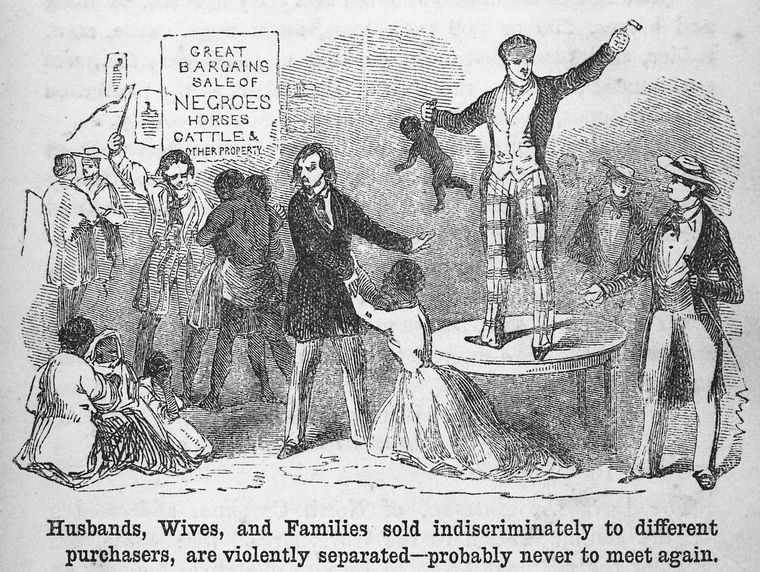
Séparation des familles, des mères de leurs nourrissons lors des ventes d'esclaves, 1853.

Il est généralement admis que les ventes d'esclaves ont été responsables de la majorité des déplacements d'esclaves vers l'ouest. Les déplacements des familles de propriétaire d'esclaves étaient eux-mêmes minoritaires et seule une minorité d'esclaves a pu suivre les pas de ses maîtres en préservant son unité familiale[réf. souhaitée]. Par ailleurs, même si, en vue de créer une force de travail capable de se reproduire, les marchands d'esclaves emportaient généralement un nombre égal d'hommes et de femmes, ils avaient peu intérêt à déplacer des familles entières[réf. souhaitée][pourquoi ?]. La traite devint la plus vaste entreprise du Sud, en dehors des plantations elles-mêmes, et probablement la plus sophistiquée dans son emploi de moyens de transports modernes, de circuits de financement innovants et de la publicité. Cette industrie développa son propre langage composé de termes tels que première main (prime hands) ou bucks (dollars en argot)… Le développement de la traite négrière terrestre au sein de l'Union et l'arrêt de la traite maritime en 1808 provoquèrent une hausse du prix des esclaves qui contribua notamment à relancer économiquement les États côtiers.
Une partie des déplacements d'esclaves s'opérait par la voie maritime, principalement depuis Norfolk (Virginie) jusqu'à La Nouvelle-Orléans, mais la plupart des esclaves était forcée de se déplacer à pied. Des routes de migration régulières étaient établies le long d'un réseau d'entrepôts destinés à l'accueil temporaire des esclaves. Chemin faisant, certains d'entre eux étaient vendus, d'autres achetés. La migration occupait une place centrale dans l'organisation économique et sociale des régions concernées, et la grande majorité des habitants du Sud des États-Unis, qu'ils soient noirs ou blancs, était impliquée, plus ou moins directement, dans le fonctionnement de ce circuit commercial.

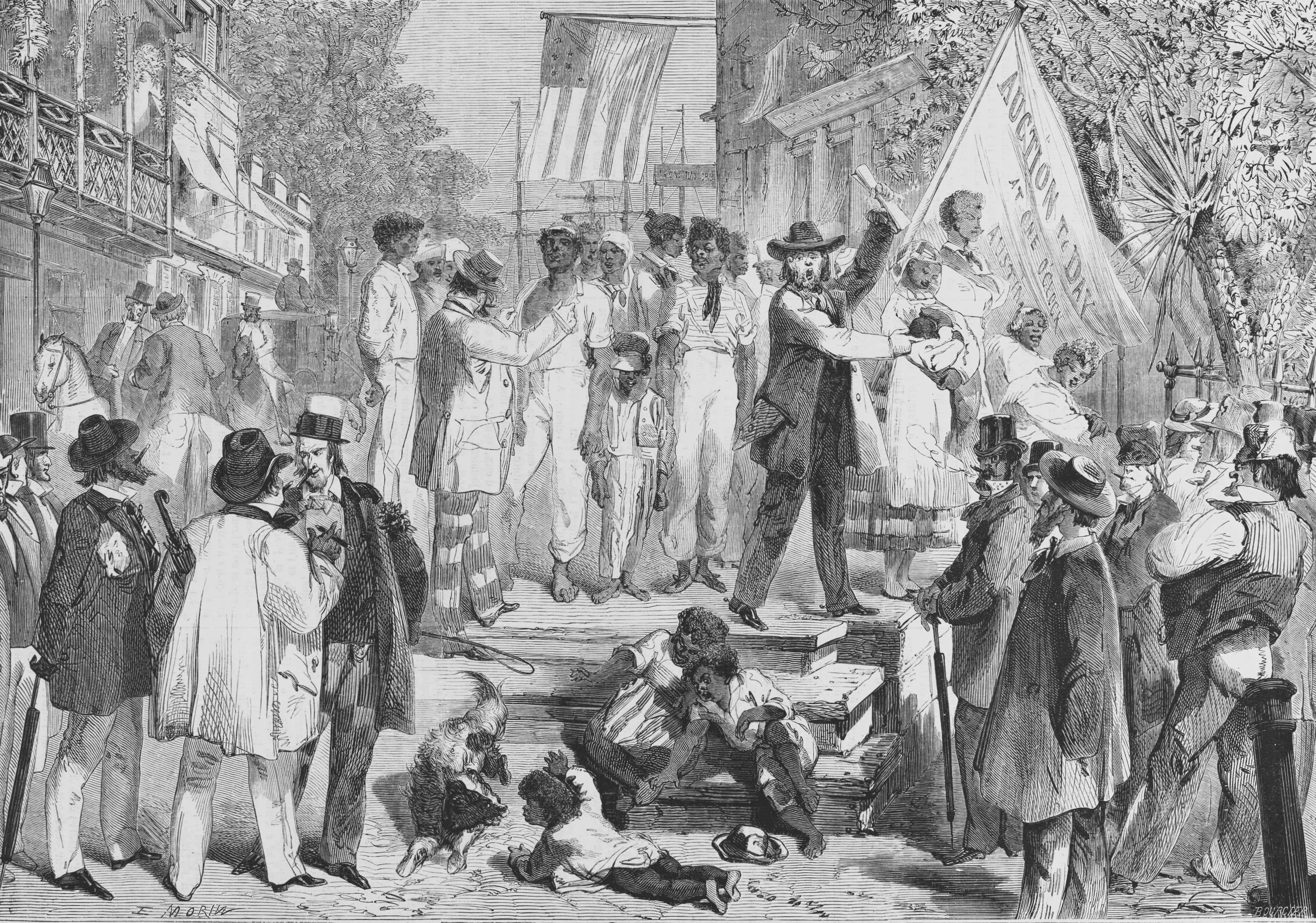
Une vente d'esclaves à Richmond (Virginie), gravure d'Edmond Morin, v. 1865.

La mortalité des esclaves durant la marche, sans commune mesure avec le niveau atteint lors de la traite, dépassait toutefois sa valeur en période normale. Le second passage du milieu était extrêmement épuisant et débilitant. Un témoin d'époque souligne sa morne apparence en le décrivant comme « une procession d'hommes, de femmes, et d'enfants similaire à une procession funéraire ». En effet, les décès pendant la marche, ainsi que les ventes et reventes quotidiennes, transformaient non seulement les esclaves en objets marchands mais faisaient surtout de la marche une machine à briser tout lien humain. Les bandits de grand chemin, attirés par le prix croissant des esclaves sur le marché, rendaient le second middle passage presque aussi dangereux pour les marchands qu'il l'était pour les esclaves[réf. souhaitée]. Les hommes étaient enchaînés et placés sous une garde rapprochée. Les convois d'esclaves devinrent des forteresses mobiles où les tentatives de fuite étaient bien plus nombreuses que les révoltes.

### Vie quotidienne des esclaves

#### Conséquences de la migration vers l'ouest
Les conditions de vie rencontrées par les esclaves déplacés sur la frontière de l'ouest différaient sensiblement de celles qu'ils avaient connues plus à l'est. Le défrichage et l'exploitation d'une terre vierge, combinés à une nourriture insuffisante, une eau insalubre et l'affaiblissement parfois durable provoqué par le voyage, engendrèrent de nombreuses blessures et maladies[réf. souhaitée]. Les sites de défrichage privilégiés par les planteurs, souvent situés à proximité d'un point d'eau et donc des moustiques, le climat souvent plus humide et plus chaud contribuèrent à augmenter sensiblement le taux de décès des esclaves nouvellement arrivés. À tel point que certains planteurs préféraient dans les premières années d'exploitation louer des esclaves plutôt qu'en acquérir pour leur propre compte.
La dégradation des conditions de vie des esclaves tenait aussi à d'autres facteurs. La culture du coton était plus exigeante que celles du tabac et du blé pratiquées plus à l'est : les maîtres imposaient des rythmes de travail plus soutenus qui laissaient peu de temps pour la culture vivrière que certains esclaves avaient développée chez leurs anciens propriétaires. Les conditions difficiles sur la frontière augmentèrent par ailleurs la résistance des esclaves et conséquemment la violence des maîtres et des surveillants.
En Louisiane, la canne à sucre constituait, de préférence au coton, la principale culture. Entre 1810 et 1830 le nombre d'esclaves passa dans cette région de moins de 10 000 à plus de 42 000. La Nouvelle-Orléans devint un port d'esclaves de dimension nationale et dans les années 1840 le plus grand marché d'esclaves du pays. La culture de la canne à sucre, plus éprouvante encore que celle du coton, exigeait de jeunes hommes dans la force de l'âge qui représentaient les deux tiers de la demande en esclaves. Cette population, plus virulente et susceptible de se tourner vers la rébellion, rendit le régime de soumission imposé par les planteurs d'autant plus violent.

#### Travail

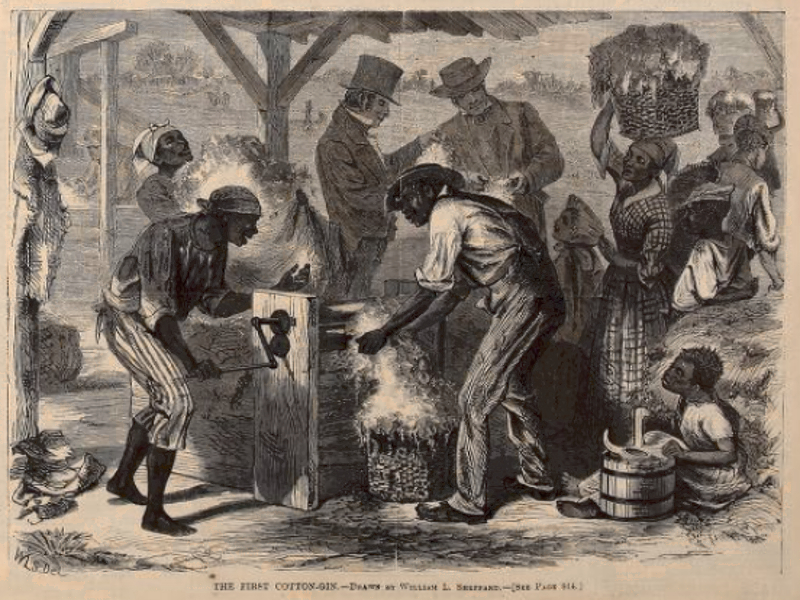
Égrenage du coton en 1869.

Deux principaux systèmes de travail, parfois non exclusifs l'un de l'autre, ont coexisté au sein du système des plantations américaines : le task system et le gang system. Typique des vastes exploitations rizicoles rencontrées en Louisiane, le long de la rivière Yazoo et sur la bande côtière de la Caroline du Sud et de la Géorgie, le task system consistait à assigner à chaque esclave un travail donné. Une fois sa tâche acquittée, l'esclave était libre de vaquer à ses occupations personnelles. Ménageant une marge d'autonomie aux esclaves, il était toutefois, à l'image des grandes exploitations, largement minoritaire. Plus contraignant était le gang system qui peut être considéré comme l'équivalent du travail à la chaîne dans le domaine agricole. Placés sous l'autorité d'un driver, des équipes d'esclaves, dont chacun se voyait attribuer une fonction spécifique, effectuaient parallèlement une tâche identique. Les esclaves travaillaient habituellement entre 12 et 15 heures par jour.
L'encadrement des esclaves était assuré par un régisseur (overseer), représentant de l'autorité du propriétaire sur le terrain, et d'un driver, qui conduisait les équipes. Si le régisseur était presque exclusivement un blanc, le driver était lui-même un esclave. Les fonctions de police qui lui étaient confiées impliquaient force physique et capacité de commandement. Régulièrement, y compris dans les plantations où les maîtres étaient considérés relativement cléments, les esclaves étaient soumis au fouet. Infligé par le régisseur, le conducteur ou directement par le maitre, le châtiment allait de 20 à 40 coups.
Dans les plus grandes exploitations, l'organisation du travail pouvait aboutir à une certaine spécialisation. Forgerons, charrons, serruriers étaient des métiers indispensables au fonctionnement de la plantation dont la charge était souvent héréditaire et réservés aux métis et aux esclaves à peau claire qui, d'une manière générale, étaient mieux considérés que les autres[réf. souhaitée]. La clarté de la peau était ainsi un élément d'appréciation de la valeur des esclaves sur le marché et les planteurs choisissaient de préférence des esclaves à peau claire comme concubine (fancy girls).
Outre la distinction entre le task system et le gang system, une des principales lignes de fracture qui organise le monde des esclaves est celle qui distingue les travailleurs des champs et les travailleurs domestiques. Cette ligne n'est pas inamovible[réf. souhaitée]. Une carrière d'esclave pouvait le conduire à exercer l'une ou l'autre des fonctions au gré des changements de culture, des migrations et surtout de son épuisement physique. Il n'existait pas non plus de hiérarchie établie entre esclaves sur la base de l'appartenance à l'un ou l'autre de ces deux types de métiers. Si les domestiques étaient globalement mieux nourris et bénéficiaient de conditions de travail plus clémentes, ils subissaient aussi plus directement l'arbitraire des décisions et des châtiments des propriétaires[réf. souhaitée].

#### Vie matérielle et sociale

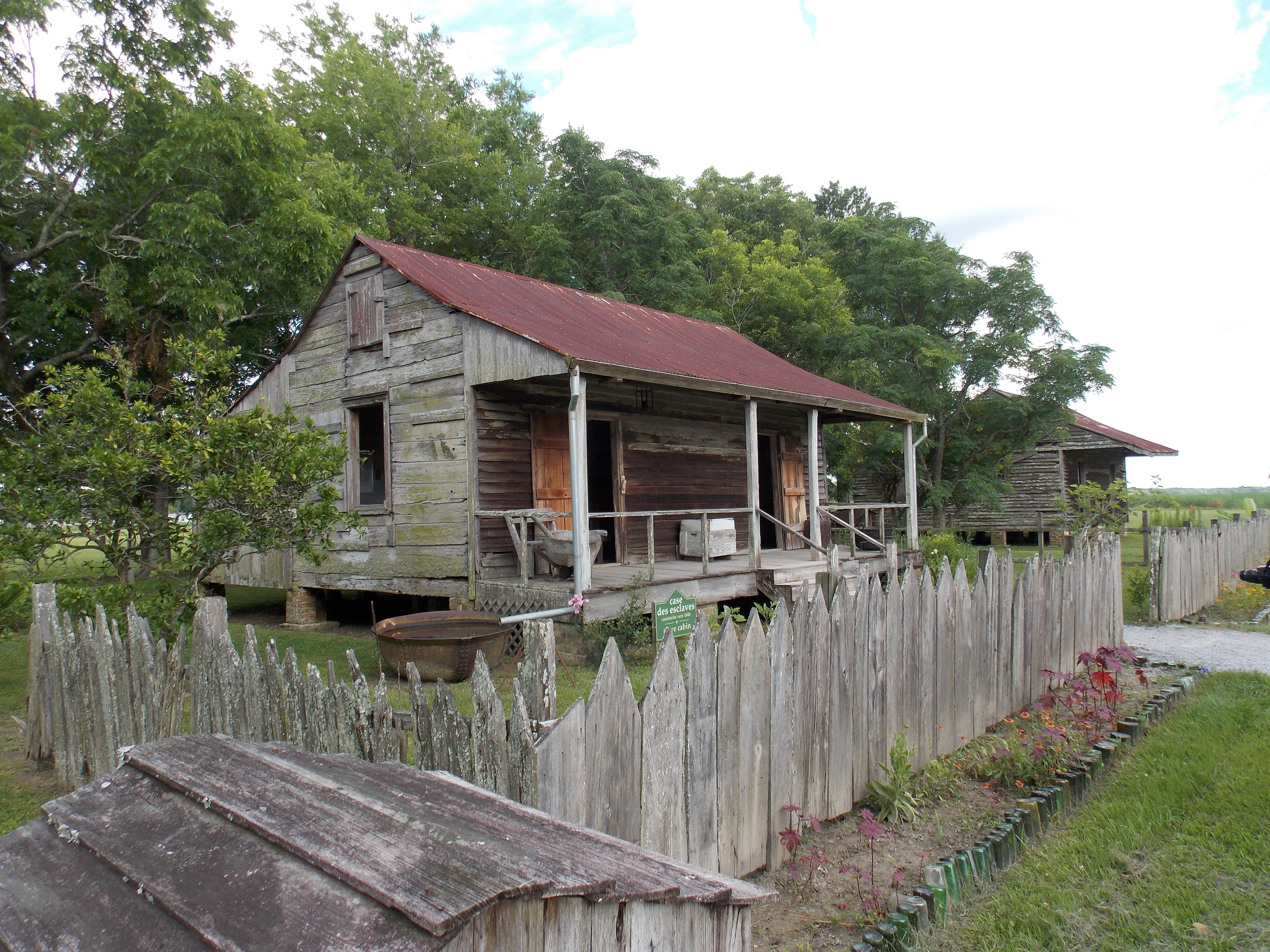
Cases d'esclaves de la plantation Laura en Louisiane.

La vie sociale des esclaves nous est connue grâce aux récits autobiographiques et notamment les entretiens du « Federal writers' project » qui réunit, dans les années 1930, les témoignages de quelque 2 000 anciens esclaves. Les historiens ont longtemps imaginé les esclaves subissant leur sort sans grande marge d'autonomie, mais l'historiographie a évolué sensiblement depuis les années 1970 sur la base de ses témoignages.
Longtemps considérée comme inexistante chez les esclaves, la famille a vu son rôle considérablement réévalué, sous l'influence pionnière du sociologue Edward Franklin Frazier. Sans existence légale, elle est toutefois souvent consacrée par une cérémonie religieuse et consignée sur des registres. Une grande partie de la vie sociale et matérielle s'organise autour d'elle. C'est à son échelle, et plus précisément au nom du père de famille, que sont effectuées les distributions de nourriture et de vêtements et l'attribution du logement. La société sudiste impose en la matière son modèle patriarcal, illustré par la division sexuelle du travail : l'homme assure l'entretien de la case, la chasse et la pêche, la femme est dévolue aux tâches ménagères et à l'éducation des enfants. Quand les planteurs les autorisent, les économies financières sont inscrites au nom du mari[réf. souhaitée]. Les cases familiales ne dépassaient semble-t-il pas 25 m2 pour une moyenne de près de six personnes. Elles étaient regroupées dans des quarters situés à distance de la demeure du maître, les plus grandes plantations pouvant en compter plusieurs disséminées sur l'exploitation. L'hygiène y était quasiment inconnue.

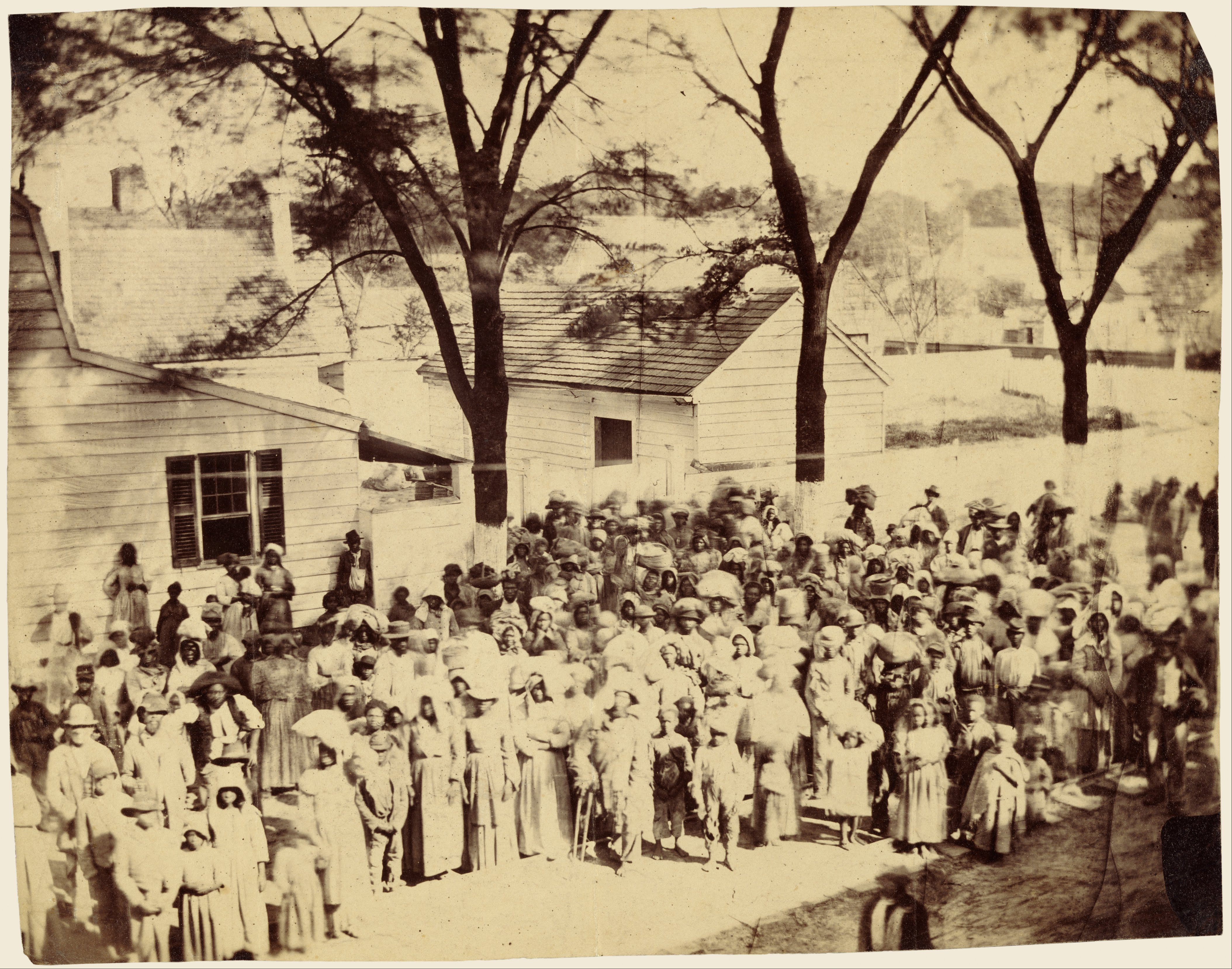
Esclaves dans une plantation en Caroline du Sud, 1862.

Dans certaines régions privilégiées comme les zones de riziculture de Caroline du Sud ou de Géorgie, les esclaves étaient autorisés à exercer une activité complémentaire en plus de leurs heures de travail obligatoire. Les compléments apportés par l'élevage et la culture de subsistance pouvaient être consommés ou vendus sur des marchés. Une économie parallèle semble s'être mise en place dans ces régions. Il était aussi de coutume d'octroyer un supplément financier pour la période de Noël et quelques propriétaires autorisaient leurs esclaves à conserver leurs gains au jeu (un esclave, Denmark Vesey, est connu pour avoir gagné à la loterie et acheté sa liberté). S'ils étaient dépourvus de tout droit, et donc du droit de propriété, les esclaves pouvaient, dans certaines régions, se voir octroyer la jouissance de biens, en particulier du bétail ou des outils. La transmission héréditaire de ces biens était semble-t-il tolérée par certains planteurs[réf. souhaitée].
La plupart des États esclavagistes interdisaient l'alphabétisation des esclaves. En 1860, ils sont moins de 5 % à être alphabétisés.

#### Religion

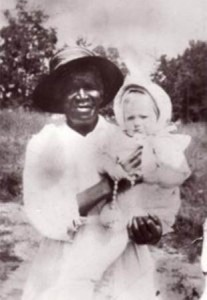
Julia Greeley, esclave du Missouri devenue religieuse chez les Franciscains à Denver, av. 1918

Le rapport à la religion des esclaves américains a considérablement varié dans l’espace et dans le temps. Les croyances animistes et le culte des ancêtres, hérités de l'Afrique, continuèrent de jouer un rôle prédominant pour les premières générations. À partir du milieu du XVIIIe siècle, le christianisme est devenu majoritaire, notamment avec le grand réveil, un mouvement religieux évangélique dont l'élan missionnaire encouragea les nouveaux convertis blancs à libérer leurs esclaves et à leur donner des postes de directions dans de nouvelles églises. Le méthodisme et le baptisme, dont la doctrine de l'engagement individuel tranchait avec le déterminisme calviniste, rencontrèrent en particulier un succès important parmi la population noire. Progressivement cependant, sous l'influence des propriétaires d'esclaves notamment très présents chez les épiscopaliens et presbytériens, les Églises commencent à justifier l'esclavage sur des bases doctrinales.
Animée d’une foi sincère ou concevant la religion comme un moyen supplémentaire de contrôle, la majorité des maîtres encourageaient la conversion de leurs esclaves. Ces derniers vivaient cependant leur foi dans des conditions matérielles assez diverses. Dans les plantations isolées, ils ne pouvaient assister aux offices faute de lieu de culte. Tandis que dans les exploitations de taille réduite, certains esclaves écoutaient la lecture de la Bible de leurs maîtres. L’autonomie des esclaves variait aussi de manière importante. Malgré le contrôle que les maîtres tentaient de conserver sur cette part de leur vie, les esclaves parvinrent à développer une « Église invisible » selon l'expression d'Albert J. Raboteau dont les discours et les pratiques différaient sensiblement de celle des Blancs.

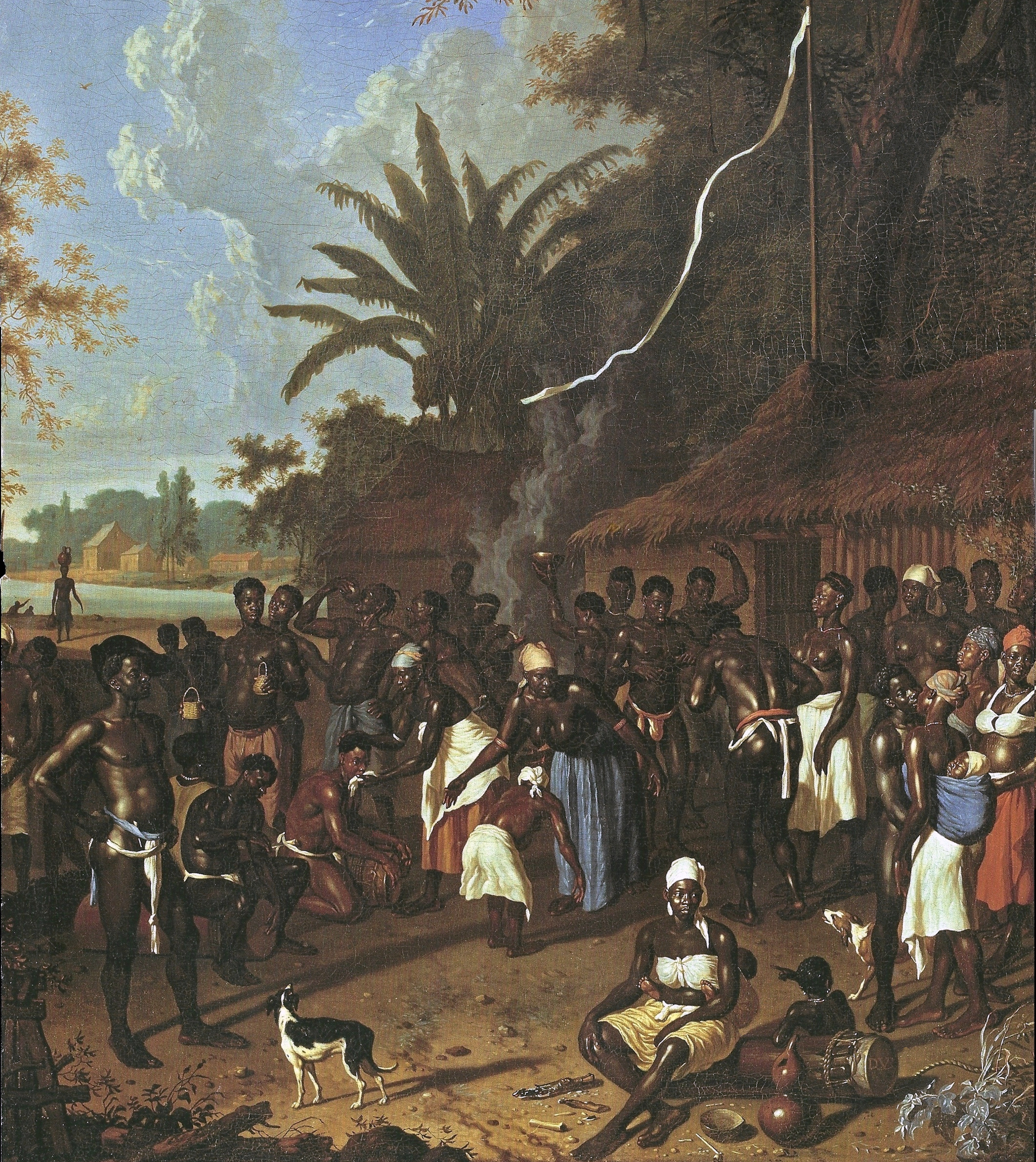
Danse d'esclaves dans une plantation par Dirk Valkenburg, 1706-1708

Lors des cérémonies qui échappaient au regard de leurs maîtres, le discours de soumission que relayaient les Églises du Sud était rejeté par les esclaves au profit de choix liturgiques qui privilégiaient le potentiel émancipateur des Écritures. L’épisode de l'Exode des esclaves du pharaon menés par Moïse tenait par exemple une grande place dans les chants (les negro spiritual) et les sermons. Les célébrations qui empruntaient pour partie au registre des revivals meetings incluaient des éléments plus spécifiquement afro-américains. Les danses rituelles (les ring shows) et les séances de psalmodie dont les participants approchaient de la transe témoignaient d'une ferveur qui tranchait avec l'austérité formelle des cérémonies des élites blanches épiscopaliennes.
Malgré l'adhésion considérable au christianisme, certaines pratiques animistes, donnant naissance à une forme de syncrétisme qui mariait aux enseignements bibliques des pratiques magiques et rituelles. Les deux domaines conservaient toutefois des fonctions assez différenciées, la magie étant traditionnellement réservée à l’action immédiate et concrète sur le monde tandis que la religion épousait l'horizon plus lointain du salut de l'âme.
Les positions des Églises sur l'esclavage étaient variées. Des tensions croissantes entre abolitionnistes et partisans ont amené des scissions dans les Églises, sur un axe Nord-Sud, suivant les perceptions sociales dans les états. En 1844, un groupe d’églises en désaccord avec l’abolitionnisme de la Methodist Episcopal Church (devenue United Methodist Church) l’a quitté pour former la Methodist Episcopal Church, South (qui a fusionné avec la United Methodist Church en 1968). En 1845, un groupe d’églises en désaccord avec l’abolitionnisme de la Triennial Convention (devenue American Baptist Churches USA) l’a quitté pour former la Southern Baptist Convention . En Pennsylvanie un luthérien Francis Daniel Pastorius sera l'un des premiers abolitionnistes qui lancera en 1688 le tout premier manifeste anti-esclavagiste à être publié au sein des colonies anglaises. Des calvinistes piétistes comme les Quakers lui emboîtent le pas et militent de façon organisée contre l'esclavage, à questionner le droit d'une personne à posséder une autre personne en tant qu'esclave. Sous l'impulsion des quakers Antoine Bénézet et John Wollman, les quakers créent la première société antiesclavagiste des États-Unis, la Pennsylvania Abolition Society, à Philadelphie le 14 avril 1775,.

### Évolution démographique

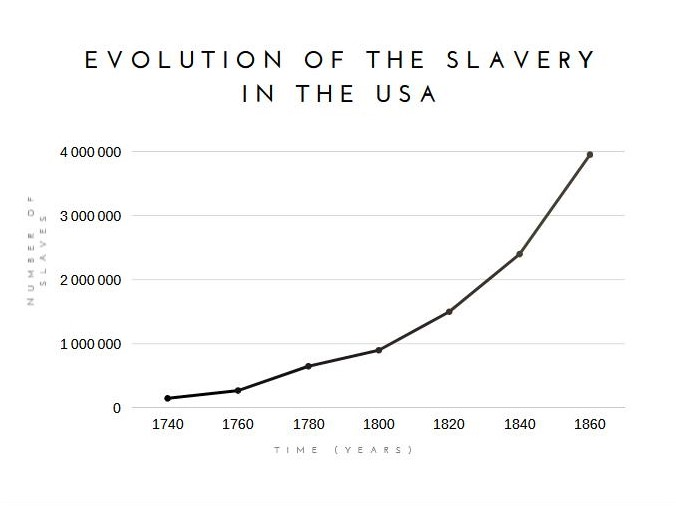
Graphique illustrant l'évolution de l'esclavage aux États-Unis en fonction du temps

L'évolution démographique de la population des esclaves aux États-Unis constitue une originalité par rapport à celle de ses voisins américains. Bien que n'ayant « importé » qu'environ 6 % de la population d'esclaves du continent, les États-Unis comptèrent rapidement une population d'esclaves plus importante que celles des Caraïbes ou du Brésil[réf. souhaitée]. En 1810, soit deux ans après l'interdiction officielle de la traite, les États-Unis comptaient 1,1 million d'esclaves, soit un plus du double de leur « importation » totale. En 1860, cette population avait presque quadruplé pour atteindre un total de 4 millions. En comparaison, il ne restait en Jamaïque en 1834 que 311 000 des 750 000 Africains déportés par l'ancienne colonie britannique.
Si, dans les autres colonies importatrices d'esclaves, la mortalité était très élevée, aux États-Unis, la natalité des esclaves lui fut dès l'origine supérieure[réf. souhaitée]. Il est cependant malaisé de donner une explication à ce phénomène. Cette différence tient sans doute pour une part à la taille respective des exploitations. En Amérique du Nord, la majorité des esclaves vivaient dans des plantations de moins de dix esclaves[réf. souhaitée]. Les relations entre les propriétaires et esclaves s'en trouvaient fondamentalement modifiées : la majorité des maîtres vivaient dans leur plantation et ne déléguaient pas sa gestion à un régisseur. Dans les plantations brésiliennes ou jamaïcaines la situation différait sensiblement : les plantations étaient de taille bien plus importante (seul un quart des esclaves travaillait dans une exploitation de moins de cinquante esclaves) et les propriétaires résidaient majoritairement dans les villes coloniales ou même en métropole[réf. souhaitée].
Les interactions quotidiennes qui survenaient entre les propriétaires et leurs esclaves contribuèrent sans doute à développer un paternalisme, qui, s'il présentait des aspects négatifs, améliora les conditions de vie des esclaves. En ne concentrant pas les esclaves dans de vastes dortoirs communs, les petites exploitations favorisaient aussi l'hygiène de vie et prévenaient le développement d'épidémies massives qui décimèrent la population noire brésilienne et caribéenne. Cette configuration, ainsi que la proportion plus élevée d'esclaves de sexe féminin, affectées principalement aux tâches domestiques en Amérique du Nord, permirent aussi le développement d'une vie familiale autonome.
| Année | Esclaves  | Noirs libres | Total     | % noirs libres | Population totale | Pourcentage |
| ----- | --------- | ------------ | --------- | -------------- | ----------------- | ----------- |
| 1790  | 697 681   | 59 527       | 757 208   | 8 %            | 3 929 214         | 19 %        |
| 1800  | 893 602   | 108 435      | 1 002 037 | 11 %           | 5 308 483         | 19 %        |
| 1810  | 1 191 362 | 186 446      | 1 377 808 | 14 %           | 7 239 881         | 19 %        |
| 1820  | 1 538 022 | 233 634      | 1 771 656 | 13 %           | 9 638 453         | 18 %        |
| 1830  | 2 009 043 | 319 599      | 2 328 642 | 14 %           | 12 860 702        | 18 %        |
| 1840  | 2 487 355 | 386 293      | 2 873 648 | 13 %           | 17 063 353        | 17 %        |
| 1850  | 3 204 313 | 434 495      | 3 638 808 | 12 %           | 23 191 876        | 16 %        |
| 1860  | 3 953 760 | 488 070      | 4 441 830 | 11 %           | 31 443 321        | 14 %        |
| 1870  | 0         | 4 880 009    | 4 880 009 | 100 %          | 38 558 371        | 13 %        |

### Traitement des esclaves

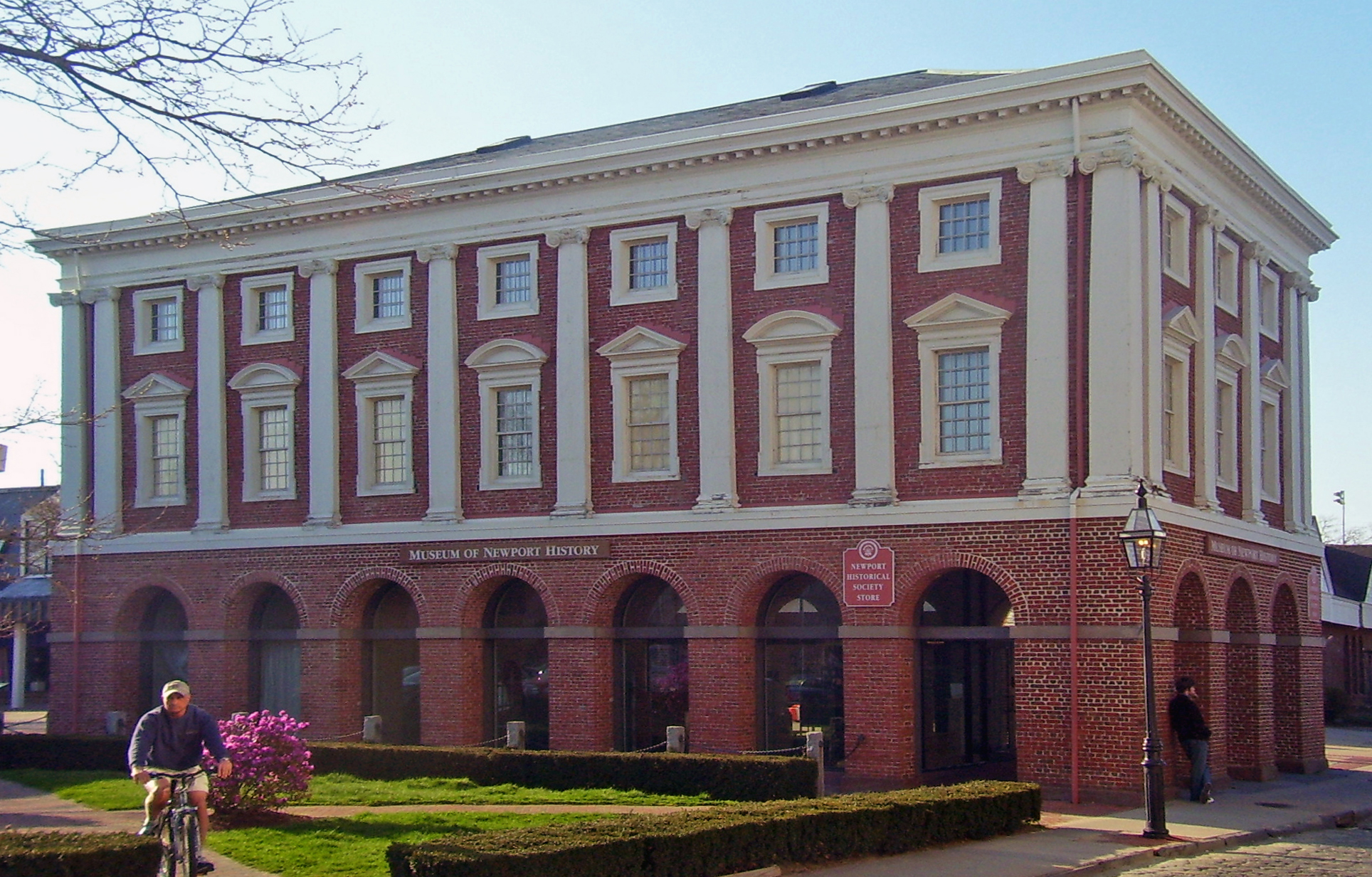
L'ancien marché aux esclaves de Newport (Rhode Island), construit en 1762. Il a été transformé en musée (Museum of Newport History).

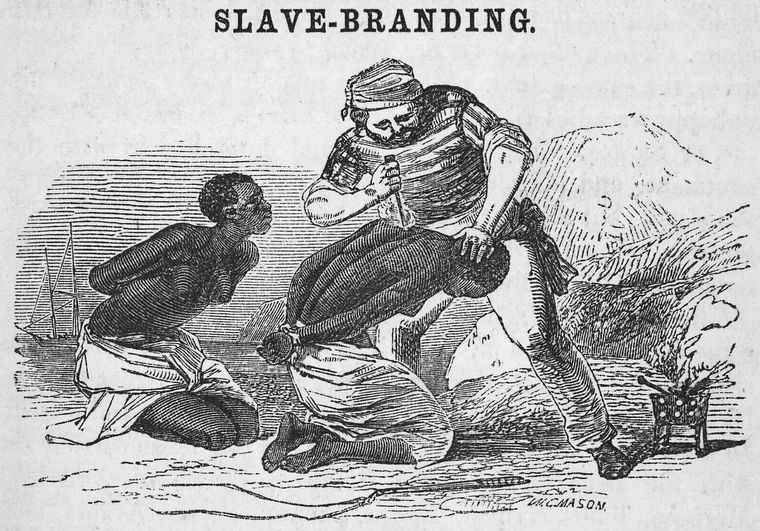
Marquage au fer rouge des esclaves, 1853.

L'historien Kenneth M. Stampp estime, en examinant le rôle de la coercition dans l'esclavage, que « sans le pouvoir de punir, que l'État conférait au maître, l'esclavage n'aurait pu exister. En comparaison, toutes les autres techniques de contrôle étaient d'importance secondaire ». Stampp note plus loin que si les récompenses conduisaient parfois les esclaves à se comporter de manière conforme aux exigences de leurs maîtres, la plupart des propriétaires d'esclaves s'accordaient sur la méthode de ce fermier de l'Arkansas :

« Je parle de ce que je connais quand je dis que c'est comme de « jeter des perles aux pourceaux » que de persuader un nègre de travailler. Il doit être forcé à travailler, et l'on doit lui faire comprendre que s'il échoue à remplir sa tâche il va s'en trouver puni. »

L'historien récipiendaire du prix Pulitzer David Brion Davis et l'historien marxiste Eugene Genovese s'accordent tous deux pour qualifier le traitement subi par les esclaves d'« inhumain ». Qu'ils travaillent ou qu'ils marchent dans la rue, les esclaves étaient soumis à un régime de violence légalement autorisé. Davis souligne que, par certains aspects, l'organisation économique et sociale des États-Unis d'alors avait l'apparence d'un « capitalisme social » (welfare capitalist).[réf. nécessaire]

« Cependant il ne faut jamais oublier que ce même « capitalisme social » des plantations du sud était essentiellement basé sur l'usage de la terreur. Même le plus gentil et humain des maîtres savait que seule la menace de la violence pouvait obliger les équipes d'esclaves à travailler de l'aube jusqu'au crépuscule avec, selon un témoin contemporain, « la discipline d'une armée régulière entraînée ». De fréquentes séances de flagellations publiques étaient là pour rappeler à chaque esclave la punition pour un travail inefficace, une conduite indisciplinée ou le refus de se plier à l'autorité d'un supérieur,. »

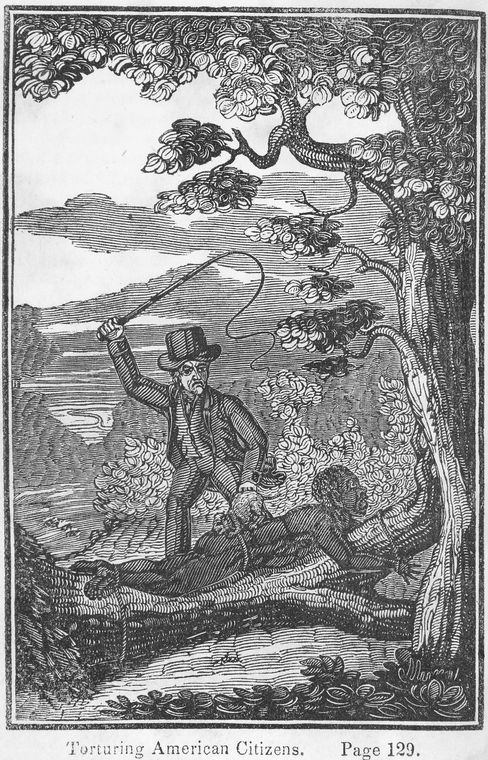
Fouet et tortures, 1834.

Dans les grandes plantations, les régisseurs étaient autorisés à fouetter et brutaliser les esclaves désobéissants. Parmi les châtiments utilisés figurent les privations, les travaux supplémentaires, le marquage au fer rouge pour les fugitifs, la castration ou les mutilations. Les codes de l'esclavage autorisaient et requéraient même l'usage de la violence[réf. souhaitée]. Esclaves comme Noirs libres étaient soumis au code noir et voyaient leurs mouvements surveillés par des patrouilles composées de trois ou six conscrits blancs, autorisés à infliger des châtiments sommaires, pouvant aller jusqu'à la mutilation ou la mort, contre les échappés[réf. souhaitée]. En plus des violences physiques ou de la mort, les esclaves étaient placés sous la menace constante de perdre un membre de leur famille si le propriétaire décidait d'une vente. Cependant, si l'esclave n'avait aucun droit et pouvait être sévèrement puni, le planteur n'avait pas intérêt à maltraiter ses esclaves : les traces de fouet diminuaient la valeur marchande de l'esclave car elles donnaient à penser qu'il était insoumis ou paresseux. Le propriétaire se considérant comme un aristocrate, il se devait de respecter un code de conduite morale et devait en principe s'abstenir de toute cruauté gratuite.

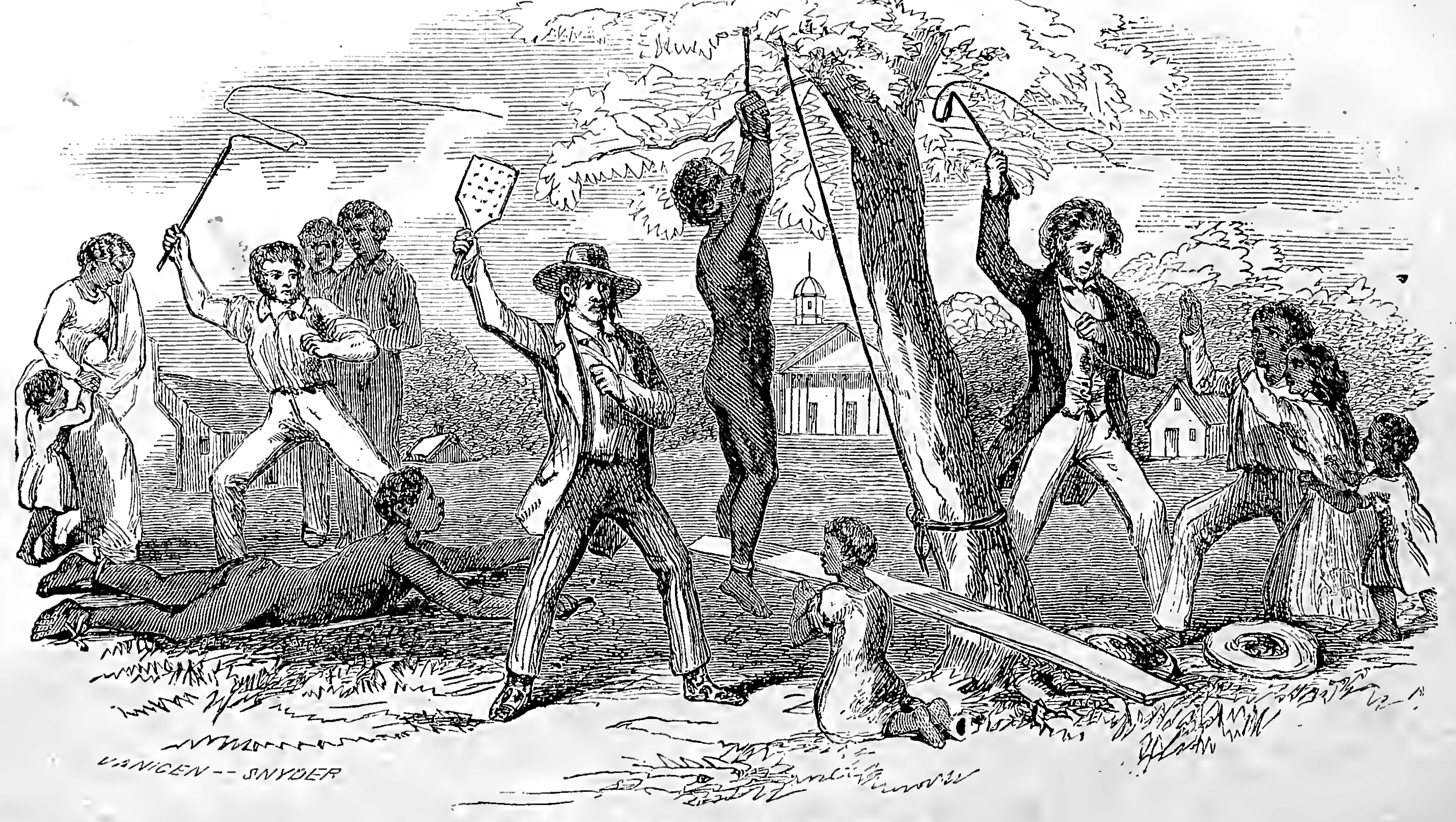
Différentes tortures administrées aux esclaves noirs, 1864.

Les témoignages de Mary Chesnut et de Fanny Kemble, toutes deux issues de l'aristocratie des planteurs, ainsi que ceux des anciens esclaves réunis par la Work Projects Administration (WPA), font tous état des abus sexuels réguliers infligés aux esclaves de sexe féminin par les propriétaires, les membres de leur famille, les amis ou superviseurs blancs. De Genovese à Nell Irwin Painter, la communauté universitaire s'accorde elle aussi quasi-unanimement sur ce point. Le statut des esclaves, considérés comme la propriété des planteurs, contribuait pour une grande part à donner une légitimation légale à ces pratiques. Les enfants issus de ces viols héritaient le plus souvent du statut d'esclave de leur mère mais étaient parfois libérés par leur maître.
Le traitement des esclaves variait avec la couleur de leur peau. Les esclaves à la peau la plus foncée étaient confinés au travail des champs alors que les esclaves à la peau plus claire pouvaient servir plus facilement de domestiques et recevaient comparativement une meilleure nourriture, un logement et des vêtements plus décents. Les enfants issus de relations entre planteurs et esclaves pouvaient servir de domestiques : plusieurs des gens de maisons du président Thomas Jefferson étaient ainsi des enfants de son beau-père et d'une esclave[réf. souhaitée]. Au XVIIIe siècle, certains esclaves domestiques noirs vivaient mieux que bien des paysans pauvres blancs.
Les esclavagistes américains savaient que des esclaves s'échappaient vers le Mexique. Les États-Unis ont essayé de faire signer au Mexique un traité sur les esclaves fugitifs, mais le Mexique a refusé de signer un tel traité, insistant sur le fait que tous les esclaves étaient libres dès qu'ils posaient le pied sur le sol mexicain.

## Location d'esclave

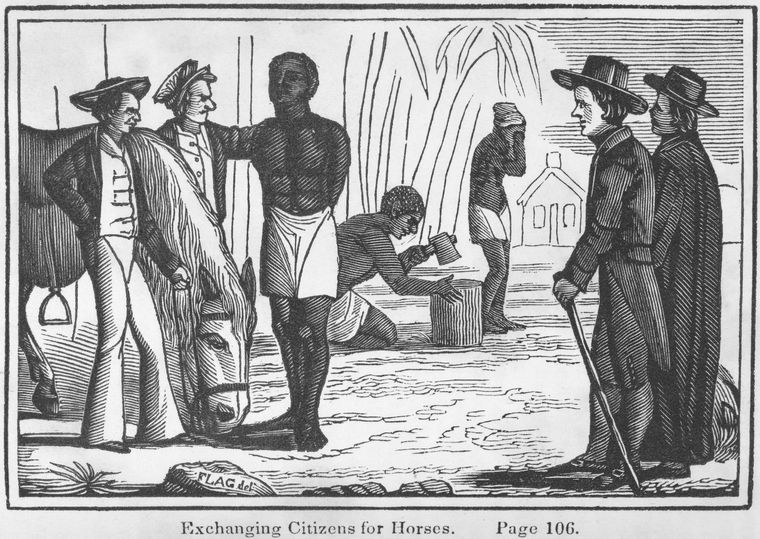
Échange de citoyens contre des chevaux, 1834.

L'esclave étant considéré comme propriété de son maître, celui-ci devait payer des taxes à l'État pour sa possession. Il existait des taxes d'importation et des taxes annuelles pour la possession d'esclaves. Un système de location d'esclaves a été mis en place pour réduire cette taxation. La construction des chemins de fer et différentes autres affaires employaient notamment des esclaves loués.
Louer un esclave pendant la saison des récoltes dans les champs de canne à sucre de Louisiane avait un coût moins élevé que sa possession et son entretien pendant toute l'année.
Ce marché s'est principalement développé en raison des coûts élevés d'importation des esclaves, puis de l'interdiction d'importation de nouveaux esclaves.
Des disputes juridiques ont eu lieu comme dans le cas de l'affaire Latimer v. Alexander, en 1853. La cour suprême de Géorgie a été stipulé que le locataire devait supporter les frais de soins de l'esclave, mais qu'il ne devrait pas y avoir d'autre réglementation afin de ne pas risquer de porter préjudice au marché. Les locataires de l'esclave devaient souscrire une assurance couvrant celui-ci auprès de son propriétaire pour pouvoir le louer.

## Édifices construits par des esclaves aux États-Unis
- Canal Patowmack (en)[68]
- Chemin de fer[66]

## Révoltes, fuites et marronnage

### Chemin de fer clandestin
On distingue au sein des esclaves en fuite les outliers des marrons : les premiers continuent de vivre à proximité de la plantation, tirant leur subsistance de la rapine ou parfois même de l'aide d'esclaves restés à l'intérieur de la plantation. Les seconds s'établissent dans des zones inaccessibles, montagnes ou marécages. L’abolition progressive de l’esclavage dans les États du Nord ouvre une possibilité supplémentaire aux esclaves du Sud, en leur offrant un refuge potentiel sur le territoire même des États-Unis. Un réseau secret et décentralisé, le chemin de fer clandestin (Underground Railroad), s’organise qui aide la fuite et facilite l’accueil des fugitifs. Composé de conducteurs, parmi lesquels Harriet Tubman est restée une figure célèbre, et de relais ou « stations », il implique un nombre croissant d’abolitionnistes blancs et de Noirs libres. L’expression Underground Railroad fait ainsi son apparition dans la presse au début des années 1840 et concentre les récriminations des planteurs du Sud. Avec le renforcement de la loi sur les esclaves fugitifs en 1850, le prolongement des routes jusqu’au Canada devient indispensable pour assurer la sécurité des fugitifs[réf. souhaitée].

### Révoltes

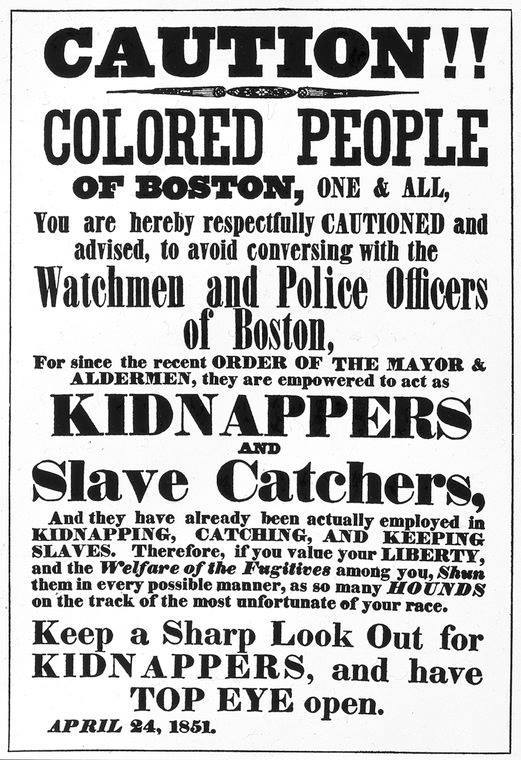
Affiche de 1851 pour The Fugitive Slave Law de 1850 décourageant toute aide aux esclaves fugitifs, qui conduisit à des protestations de masse par des habitants du Nord.

L’étude de la résistance des esclaves prit son essor avec la publication en 1943 d’American negro slave revolts de l’historien marxiste Herbert Aptheker. Aptheker répertorie 250 révoltes et complots du XVIIe siècle à la fin du XIXe siècle. Il distingue les révoltes planifiées des révoltes spontanées.
Les révoltes planifiées impliquent une division du travail entre les insurgés. Elles ont le projet de conquérir un territoire ou de préparer une évasion massive. Au contraire des configurations sud-américaines ou caribéennes où un marronnage de grande ampleur est fréquent, le stade de l’insurrection a rarement été franchi en Amérique du Nord. Dans la majorité des cas, la rumeur de la révolte a été ébruitée et la conspiration démasquée. Ce fut le cas des plus célèbres d’entre elles comme celles de Gabriel Prosser qui planifia la conquête de la Virginie en 1800 ou de Denmark Vesey en Caroline du Sud en 1822. La rébellion de Stono qui avait préparé en 1739 une marche vers la Floride, alors sous souveraineté espagnole, fut reprise avant de pouvoir atteindre son objectif.
Les révoltes réactives naissent d’un incident entraînant le meurtre du régisseur ou du maître et la destruction de sa propriété. Elles comptent sur les esclaves de la plantation puis ceux des propriétés avoisinantes pour lui fournir, par une réaction en chaîne, des troupes supplémentaires. La rébellion de Nat Turner en Virginie en 1831, bien qu’elle n’apparaisse pas totalement spontanée[réf. souhaitée][Comment ?], peut entrer dans ce cadre. Le soulèvement de German Coast en Louisiane débuta en 1811 lorsqu'un esclave blessa son maître et tua son fils à l'aide d'une hache[réf. souhaitée]. En réunissant de 180 à 500 esclaves en 1811, il est tenu pour être la plus grande révolte d’esclaves qu’ait connue le territoire américain.
La localisation des révoltes a également évolué au cours du temps. Pendant la période coloniale, elles sont principalement concentrées dans le Nord, à New York (révolte des esclaves de New York de 1712) ou dans le New Jersey, et dans les États de Virginie et de Caroline du Sud (rébellion de Stono en 1739). Après la révolution américaine, l’esclavage disparaît du Nord du pays et les révoltes sont localisées dans le Sud, en Caroline du Nord et en Louisiane.
Réprimées le plus souvent dans le sang, ces révoltes ont périodiquement donné lieu à un durcissement de la surveillance et des règlements applicables aux Noirs, qu’ils soient libres ou esclaves[réf. souhaitée].

## Abolition dans les États du Nord

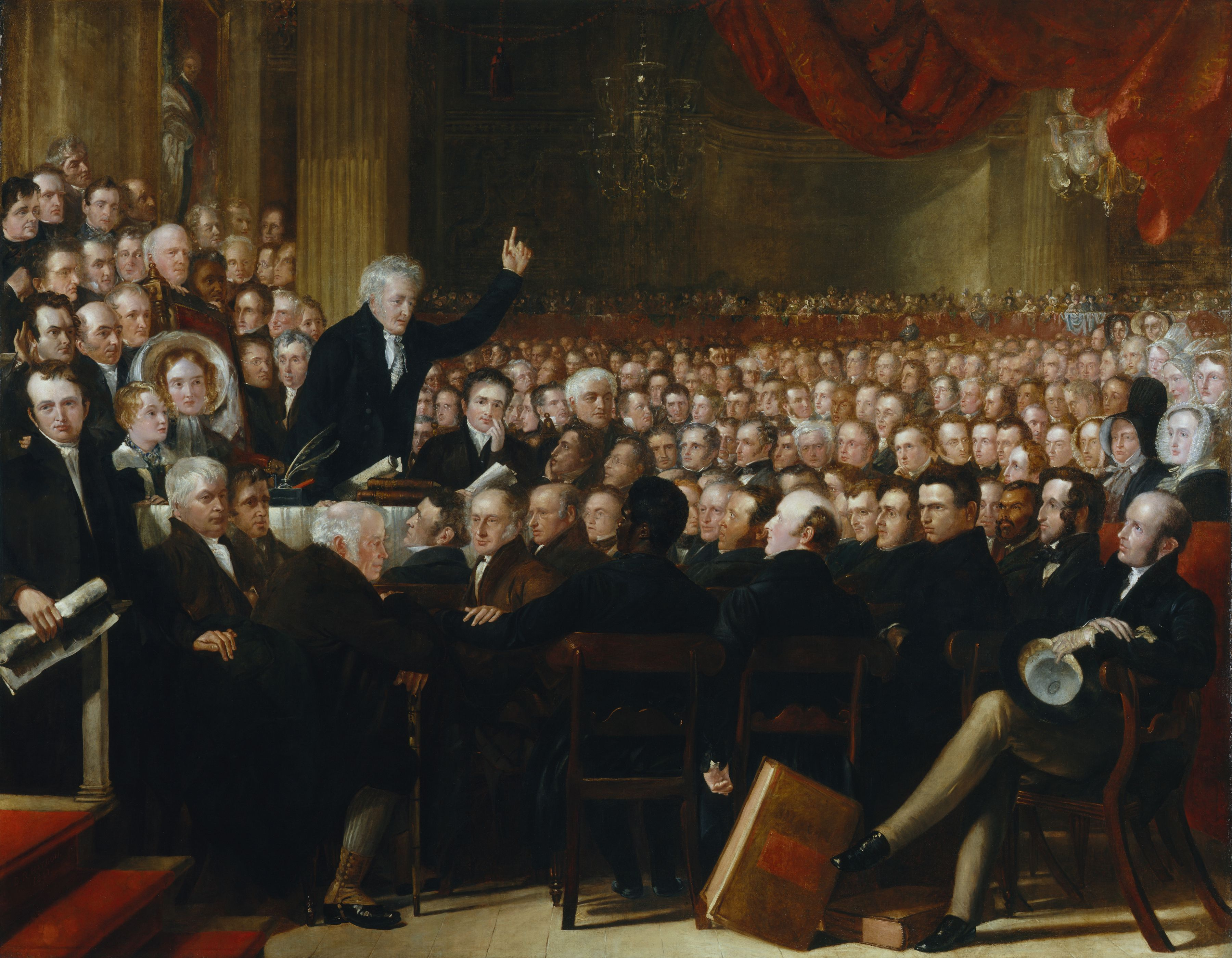
Convention antiesclavagiste de 1840.

Les premiers abolitionnistes américains se trouvent d'abord dans les sociétés quakers de Pennsylvanie : dès 1688, trois d'entre eux, associés au luthérien Francis Daniel Pastorius, rédigent et publient la Protestation de Germantown (un quartier de Philadelphie), qui dénonce l'esclavage. En 1759, les quakers pennsylvaniens s'interdisent toutes pratiques esclavagistes. En 1761, la colonie lève une taxe sur tout esclave importé à l'intérieur de ses limites. En 1767, le livre d'Antoine Bénézet connaît un certain succès jusqu'en Angleterre[réf. souhaitée].
Dans les années 1770, la Société d’émancipation des Noirs libres et illégalement réduits à la servilité est fondée à Philadelphie. Pendant la révolution américaine, plusieurs intellectuels ont défendu les droits des Noirs comme Thomas Paine, l'auteur du Sens commun (1776). Durant ses dernières années, Benjamin Franklin (1706-1790) fut un fervent défenseur de l'abolition de l'esclavage (il libéra ses esclaves dès 1772). Thomas Jefferson, George Washington, James Madison et Patrick Henry militèrent au Congrès américain pour la suppression de l'esclavage. Ayant hérité de 10 esclaves à l'âge de 11 ans, puis ayant fait prospérer son exploitation, le premier président américain affranchit ses 123 esclaves par testament ; il en posséda 317 en tout au cours de son existence.

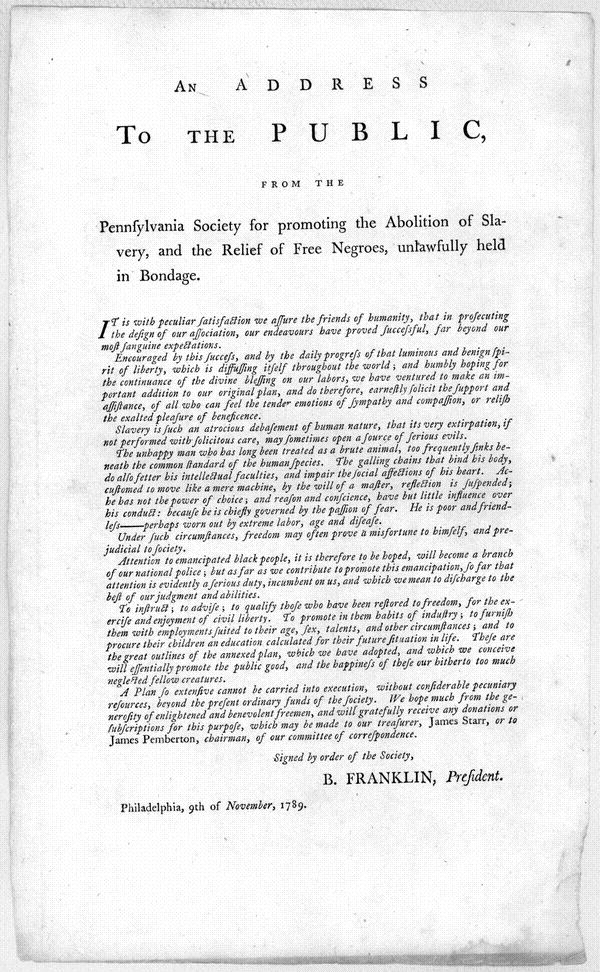
Texte de Benjamin Franklin en faveur de l'abolition de l'esclavage.

L'esclavage est aboli en 1777 dans le Vermont,, en 1780 en Pennsylvanie, en 1783 dans le Massachusetts et le New Hampshire. Une loi de 1782 votée en Virginie entraîne la libération de 10 000 Noirs en dix ans. En 1794 est créée la Convention des sociétés abolitionnistes à Philadelphie. En 1783, le Maryland interdit l'importation d'esclaves. En 1786, la Caroline du Nord augmente fortement les droits sur l’importation des esclaves ; l’esclavage disparaît au nord des États-Unis au début XIXe siècle. La Caroline du Sud interdit la traite en 1803.
L'ordonnance du Nord-Ouest (1787) interdit l'esclavage dans le territoire du Nord-Ouest,, et établit de fait la limite entre les États esclavagistes et les autres sur l'Ohio. La traite négrière est abolie officiellement en 1808, même si les contrebandiers la poursuivent clandestinement pendant plusieurs années.
Pourtant, lorsque la Constitution américaine entre en vigueur le 4 mars 1789, après son élaboration lors de la convention de Philadelphie le 17 septembre 1787, elle ne remet pas en cause l'esclavage pratiqué dans les États du Sud, afin de garantir l'union de la jeune nation. Si les esclaves sont exclus de la citoyenneté, les États du Sud réclament qu'ils soient comptabilisés dans le recensement qui doit permettre la répartition des sièges à la Chambre des représentants. Cette revendication qui avantagerait considérablement les États-Unis du Sud aboutit à un compromis connu sous le nom de « clause des trois cinquièmes » ; cette disposition ajoute au total de la population libre des différents États « les trois cinquièmes de toutes autres personnes » vivant sur le territoire, c'est-à-dire les esclaves qui, comme dans l'ensemble de la Constitution, ne sont pas désignés directement. L'article IV de la constitution du prévoit qu'« une personne tenue au service ou au travail dans un État, et qui se sauverait dans un autre, ne pourra être dispensée de ce service ou travail ». L’attorney general du Maryland Luther Martin, représentant de son État à la convention de Philadelphie, refusa la constitution parce qu’elle ne condamnait pas l’esclavage explicitement. La Société de Pennsylvanie pour l'abolition de l'esclavage fit circuler une pétition, signée notamment par Benjamin Franklin en 1790.

## Conséquences politiques de l’expansion vers l'ouest

29 janvier 1850 : Henry Clay introduit le compromis de 1850 au Sénat.

Avec l’expansion territoriale vers l'ouest, l’esclavage devient progressivement un enjeu politique majeur du débat politique américain, cristallisant l’opposition croissante entre le Nord et le Sud du pays. La question de l’esclavage, en faisant « éclater la contradiction entre la servitude et la liberté », met en cause le fondement même de la démocratie américaine.
Alors que le camp esclavagiste tente d’étendre cette institution aux nouveaux États candidats à l’Union et que les antiesclavagistes modérés essaient au contraire de stopper l’expansion de l’esclavage, une série de compromis politiques préserve l’unité du pays en maintenant l’équilibre numérique entre États esclavagistes et États libres qui conditionne l’égale représentation des deux tendances au Sénat.
Le premier d’entre eux, le compromis du Missouri ou compromis de 1820, répond à la crise suscitée par l’entrée dans l’Union du nouvel État du Missouri où vivent déjà des esclaves. Pour faire contrepoids à ce nouvel État esclavagiste, un nouvel État libre, le Maine, est détaché du Massachusetts.
La controverse s’anime à nouveau avec la perspective de l’admission du Texas et plus encore de la Californie, le cas de cette dernière étant finalement réglé par le compromis de 1850. Le nouvel État peut intégrer l’Union en tant qu'État libre en échange de deux mesures : le renforcement du Fugitive Slave Act qui confie désormais à l’administration fédérale le pouvoir de restituer les esclaves fugitifs qui auraient trouvé refuge sur le territoire des États libres et la garantie que les territoires du Nouveau-Mexique et de l'Utah décideront, sans intervention du pouvoir fédéral, du maintien ou de l'abolition de l'esclavage au moment de leur entrée dans l’Union. En outre, le commerce des esclaves est interdit dans le district fédéral de Columbia.
Le Kansas-Nebraska Act vient confirmer en 1854 l’ascendant des esclavagistes au Congrès. Il affirme que l’État fédéral ne pourra pas se prononcer sur le statut conféré à l’esclavage dans ces deux futurs États, la décision en étant réservée à ses habitants selon le principe de la squatter sovereignty. La ligne de partage, établie par le compromis du Missouri, qui restreignait l’esclavage au sud du 36° 30′ parallèle, est elle aussi implicitement remise en cause. La loi aboutit sur le territoire du Kansas à une série d’affrontements qui lui vaut le surnom de Bleeding Kansas (Kansas sanglant) ; elle entraîne également une importante recomposition du paysage politique américain. À compter de 1840, la question de l’esclavage a provoqué l’apparition de nouveaux partis dont l’influence est restée réduite : le très minoritaire Parti de la Liberté avait fait de l’abolition de l’esclavage sa raison d’être avant d’être rejoint en 1848 par des dissidents du Parti whig et du Parti démocrate pour former le Parti du sol libre (Free Soil Party) . Ce groupe se fond en 1854 dans le Parti républicain naissant qui appelle à l’annulation de la loi Kansas-Nebraska et à l’arrêt de l’expansion de l’esclavage.

## Guerre de Sécession

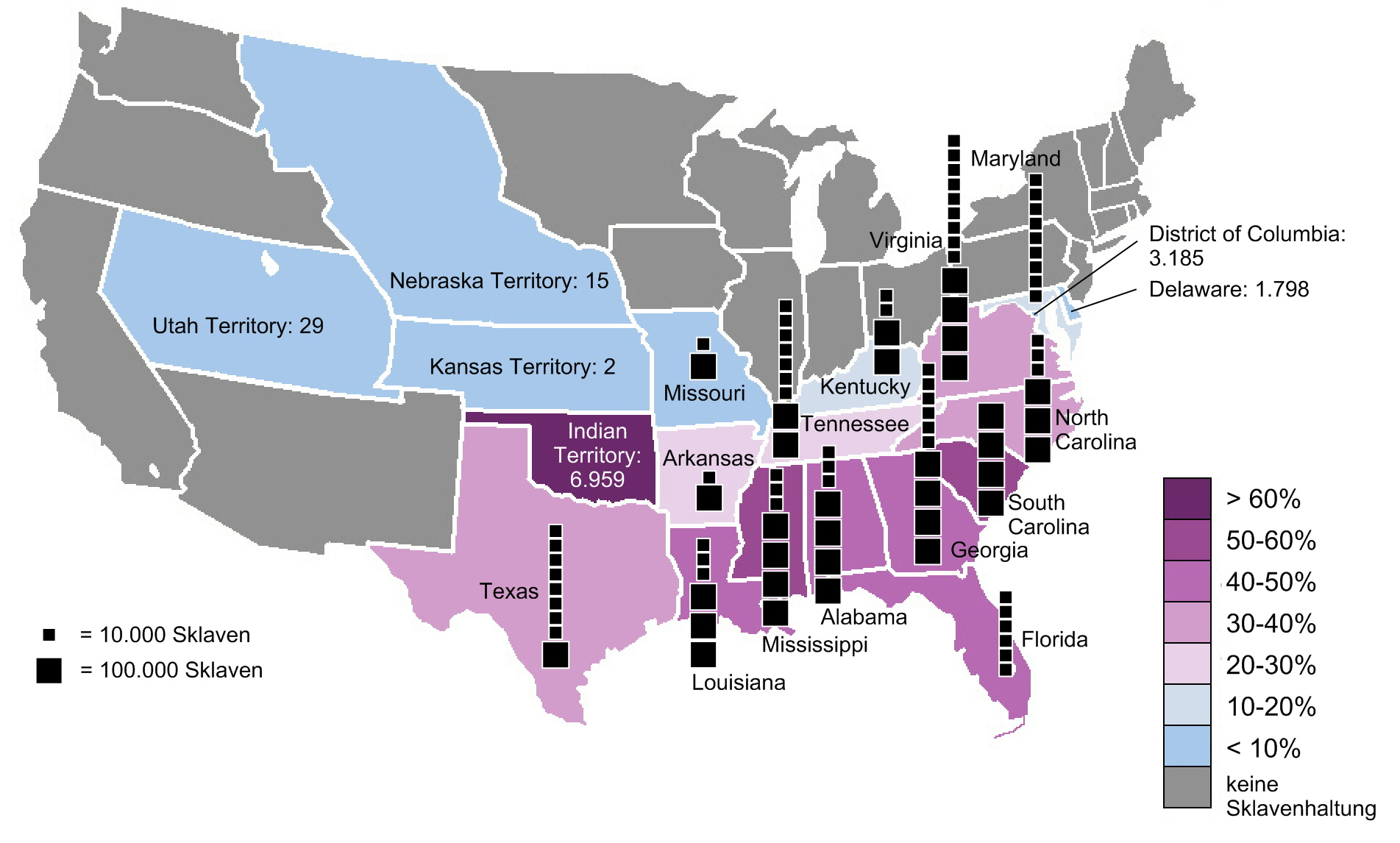
Carte de l'esclavage aux États-Unis vers 1860. En gris, les États où l'esclavage est interdit.

L'abolition de l'esclavage sur l’ensemble du territoire américain présente la caractéristique d’être la conséquence d’une guerre civile, la guerre de Sécession. Elle ne figure toutefois pas au rang des motifs de guerre des deux protagonistes.[réf. nécessaire] Les confédérés entrèrent en sécession au nom de leur droit à l’auto-détermination, pour protester contre l’élection du républicain Abraham Lincoln à la présidence de la République ; l’objectif initial des Nordistes était le maintien de l’unité territoriale du pays.[réf. souhaitée]
Ce n’est qu’avec la Proclamation d'émancipation du 1er janvier 1863 que l’abolition devient l’un des objectifs affichés du camp nordiste[réf. souhaitée]. Après la guerre, le 13e amendement de la Constitution américaine abolit définitivement l’esclavage sur le territoire américain ; durant la Reconstruction qui suivit la guerre, deux amendements consécutifs, les 14e et 15e, ne parviendront toutefois pas à empêcher l’instauration d’un système ségrégationniste dans le Sud du pays.

### Statistiques

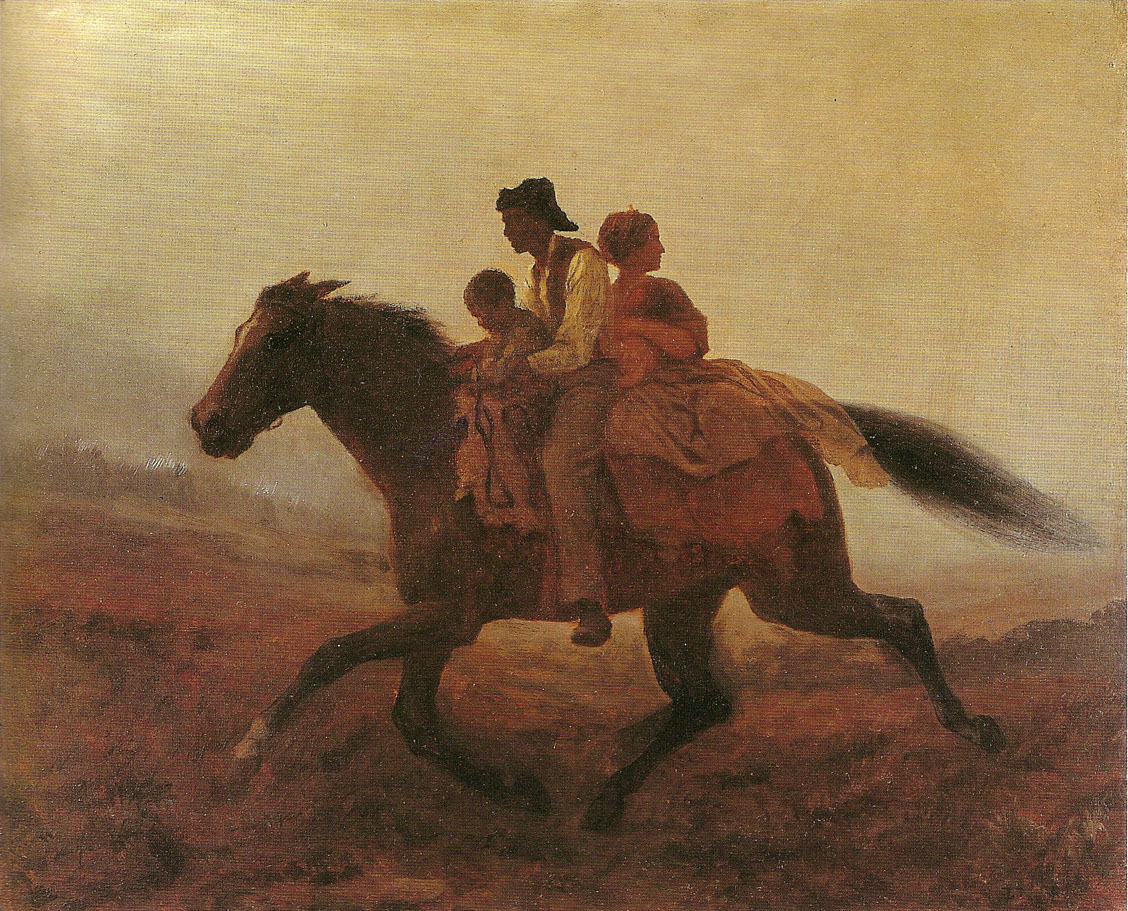
Eastman Johnson, A Ride for Liberty -- The Fugitive Slaves, 22×26.25 in, environ 1862. Peinture basée sur un épisode de la bataille de Manassas observé par Johnson pendant la guerre de Sécession.

Sur les 5 millions de Blancs que comptaient environ la totalité des États esclavagistes, seulement 385 000 possédaient des esclaves, soit 4,8 % de la population. La moitié n'avait que 20 esclaves ou moins, mais 110 000 blancs en avaient plus de 50 et 3 000 d'entre eux, plus de 100.
Les esclaves sont alors au nombre de 4 millions et dépassent la population blanche dans certains États.

### Positions des protagonistes
Si la question de l’esclavage est indiscutablement l’une des causes du conflit, celle de l’abolition n’apparaît que de manière indirecte au rang des préoccupations de ses protagonistes.[réf. souhaitée] La position d'Abraham Lincoln, le président républicain nouvellement élu, était claire au sujet de l’esclavage : intellectuellement opposé à cette institution, il s’était prononcé contre son expansion tout en promettant de ne pas la remettre en question dans les États où elle existait déjà.[réf. souhaitée]
Pour les confédérés, l’élection de Lincoln apparaissait, malgré ses positions modérées au sujet de l’esclavage, comme la remise en cause de leurs intérêts et plus encore de leur mode de vie. Beaucoup de sudistes restent en effet attachés à l'institution de l'esclavage, bien que la majorité ne soit pas propriétaire, car posséder des esclaves signifiait s'élever socialement. Le débat politique dans la décennie précédant l’élection de 1860 s’était cristallisé avec une telle violence autour de la question de l’esclavage que la solution sécessionniste, la plus radicale, apparut comme la seule face à ce qui était perçu comme une remise en cause des valeurs et de l'organisation sociale du Sud.

### Défense dustatu quoet lutte pour l'abolition
Jusqu’en août 1862, Lincoln se défend de faire de l’abolition un des objectifs du conflit. Sa prudence découle en partie de considérations stratégiques : le Delaware, le Maryland, le Kentucky, le Missouri, bien que tous quatre esclavagistes avaient choisi de rester dans l’Union ; une émancipation immédiate présentait le risque de les faire basculer dans le camp sécessionniste.
Si la position de Lincoln est amenée à évoluer, c’est selon l’historien Peter Kolchin à cause de la conjonction de trois facteurs : une évolution du rapport de force au sein du parti républicain et de l’opinion nordiste ; des impératifs de politique étrangère ; et l’attitude des esclaves du Sud.

#### Glissement de l'opinion
Au sein du parti au pouvoir, l'opinion des républicains radicaux, dont l'ambition est de profiter de la guerre pour réformer en profondeur les structures sociales du Sud, gagnent sensiblement du terrain. Outre par les radicaux, la question de l’abolition est portée dans l’arène publique par l’activité redoublée des militants abolitionnistes dont les plus célèbres représentants sont alors Wendell Phillips, et Frederick Douglass. La revendication apparaît de plus en plus partagée par l’opinion publique du Nord : en réaction au coût humain inattendu du conflit, la population réagit en exigeant que son issue marque un changement radical dans l’organisation sociale du Sud.

#### Face à l’opinion internationale
Le soutien des diplomaties étrangères était un enjeu fondamental pour les nordistes. La France et le Royaume-Uni, qui avaient accordé aux Confédérés le statut d’État belligérant, étaient tentés, pour faire face à la pénurie de coton, de reconnaître la pleine souveraineté à la Confédération. Une prise de position claire en faveur de l’abolition constituait un argument décisif pour rallier des partenaires hésitants, et notamment une opinion publique britannique largement acquise aux idées abolitionnistes.

#### Comportement des esclaves du Sud

Enveloppe montrant des esclaves fugitifs travaillant comme pompiers et mineurs avec le général Benjamin Butler durant la guerre civile. Message : « Contrebande de guerre », 1861-65

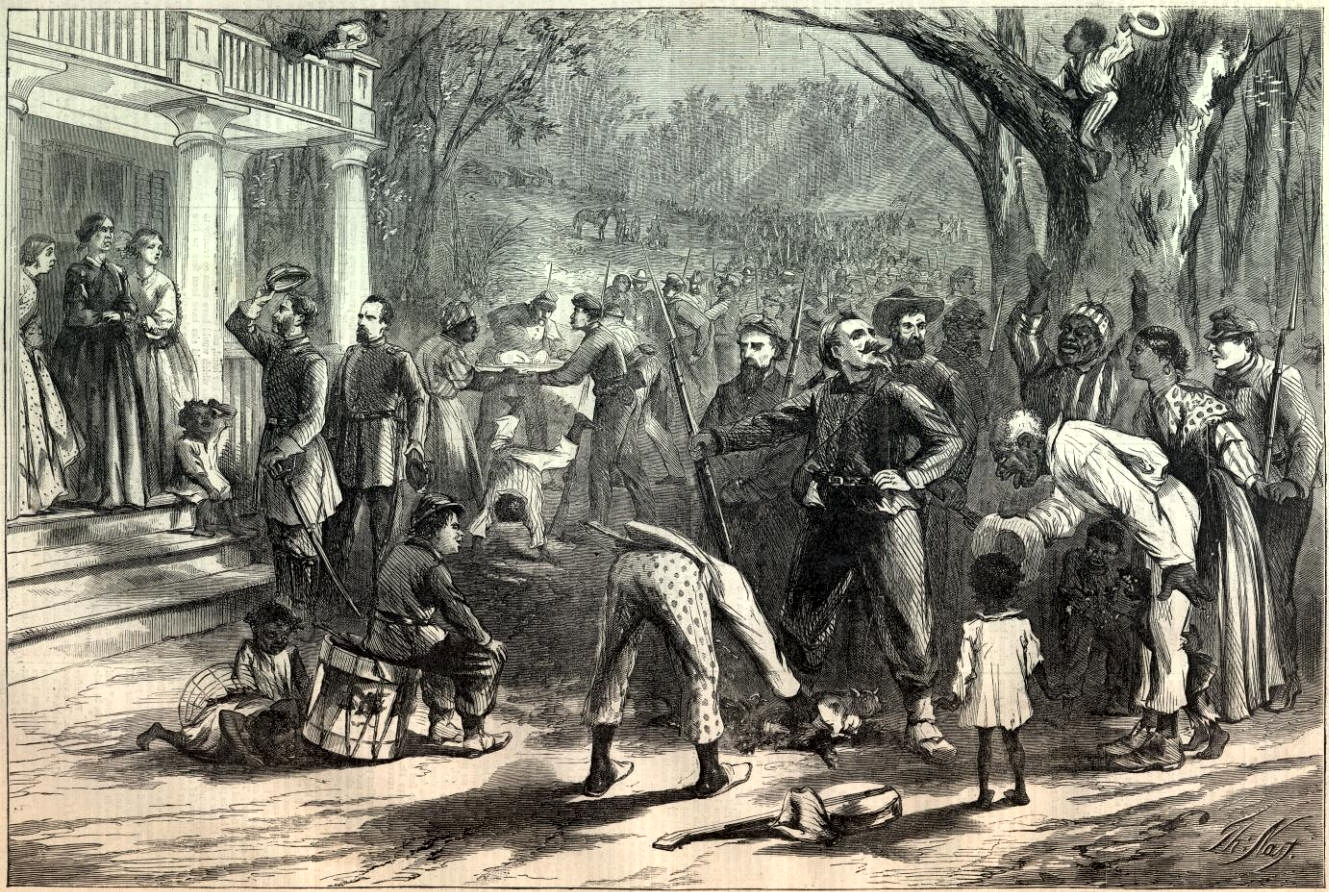
Arrivée des troupes nordistes dans une plantation esclavagiste du Sud, 1863.

Le comportement des esclaves du Sud durant la guerre a fait l’objet de nombreuses controverses. À l’exception de quelques auteurs, majoritairement noirs comme W. E. B. Du Bois, l’idée de la loyauté des esclaves à leurs propriétaires sudistes était largement répandue jusqu’au début du XXe siècle. Elle est aujourd’hui largement abandonnée. Bien que n’ayant pas organisé de grandes rébellions, identiques aux rébellions serviles caribéennes, les esclaves profitèrent de la désorganisation des structures de contrôle occasionnée par la guerre pour ralentir leur travail ou même refuser d’obéir à leurs propriétaires[réf. souhaitée]. À l’approche des troupes nordistes, beaucoup s’enfuyaient pour rejoindre le camp adverse.
Ce comportement obligea le commandement militaire puis la direction politique à se prononcer sur le statut à conférer aux esclaves fugitifs, désignés sous le terme de contrabands, et aux esclaves établis sur les territoires occupés par les troupes nordistes. S’agissant des premiers, une loi votée par le Congrès interdit en mars 1862 de renvoyer les fuyards à leurs anciens propriétaires. La seconde question donna lieu à plusieurs passes d’armes entre pouvoirs militaire et politique. Le général Frémont au mois d’août 1861 puis le général Hunter en mai 1862 prirent, dans leur secteur respectif, des mesures d’émancipation des esclaves appartenant à des planteurs sécessionnistes ; ils furent à deux reprises désavoués par le président Lincoln [pourquoi ?].
Parallèlement, la volonté de combattre manifestée par les noirs libres du nord et les fugitifs du Sud aboutit à la constitution des premières unités de combattants noirs au Massachusetts ou dans les États occupés de l’Arkansas et de la Louisiane.

### Proclamation d'émancipation
Cette configuration contraint Lincoln à abandonner sa prudence initiale pour une position tranchée en faveur de l’abolition. Entravée au sein de l’Union par les blocages institutionnels et le compromis avec les quatre États esclavagistes, son action s’oriente vers les territoires sécessionnistes.
À l’automne 1862, il menace les confédérés d’abolir l’esclavage s’ils ne rentrent pas dans le rang de l'Union. À l’expiration de l’ultimatum, le 1er janvier 1863, la Proclamation d'émancipation libère « toute personne asservie » située sur les territoires sécessionnistes. Elle autorise par ailleurs officiellement les noirs libres ou affranchis à s’engager dans l’armée de l’Union[réf. souhaitée]. La moitié des 180 000 noirs qui combattirent finalement aux côtés des unionistes était des esclaves libérés.

## Abolition et Reconstruction

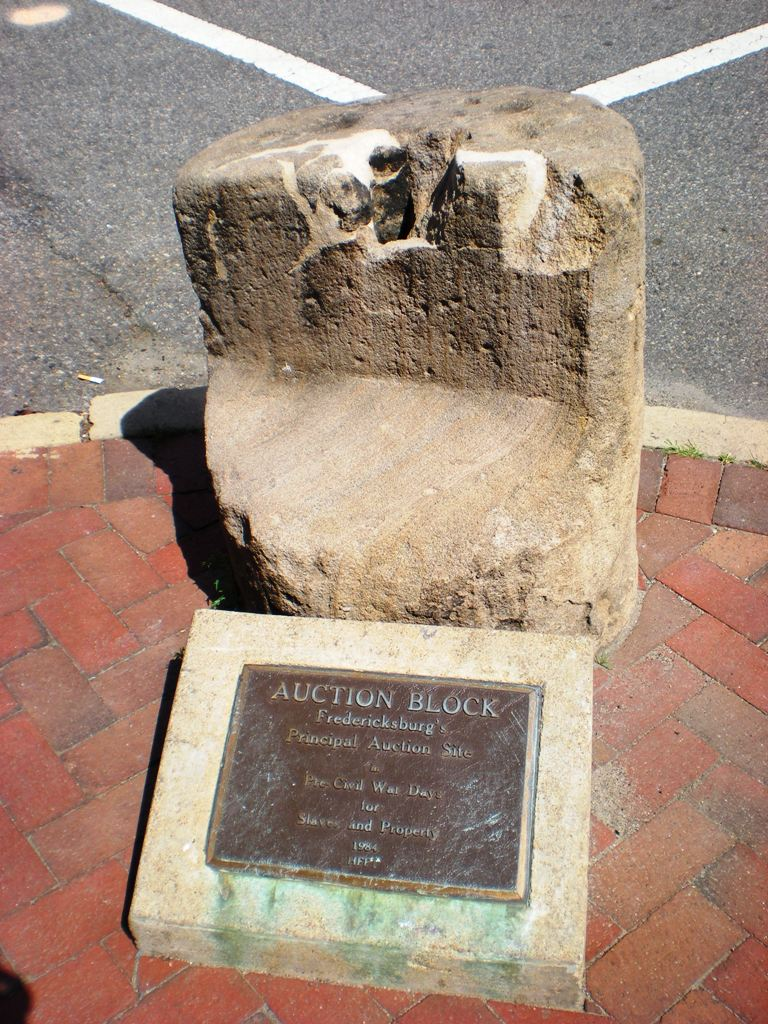
Un encan d'esclaves, datant du XXe siècle, dans Fredericksburg, en Virginie.

Avant même la fin de la guerre, un consensus s’était dessiné au sein des républicains pour une abolition générale de l’esclavage sur l’ensemble du territoire des États-Unis. Le 8 avril 1864, le Sénat avait voté un amendement en ce sens mais la procédure d’adoption buta longuement sur l’hostilité des démocrates. À la suite des élections générales de 1864, les républicains, qui ont pris pour l’occasion l’étiquette d’« unionistes », remportent une majorité suffisante à la Chambre des représentants pour réunir les deux tiers des suffrages nécessaires à l’adoption d’un amendement à la Constitution[réf. souhaitée]. Le 31 janvier 1865 le 13e amendement est ainsi voté de justesse en remportant le nombre exact de voix requises. La ratification, nécessitant l’adhésion des trois quarts des États, fut obtenue dans le cours de l’année et le 18 décembre 1865 le 13e amendement était promulgué.
Si la question de l’esclavage était formellement résolue par ce nouvel amendement, de nombreuses questions restaient encore en suspens, notamment au sujet des moyens de garantir l’autonomie des anciens esclaves. Les résistances manifestes de la société sudiste, qui se traduisirent par l’adoption de codes noirs visant à maintenir un ordre social hiérarchisé sur une base raciale, achevèrent de convaincre de la nécessité d’une politique de Reconstruction volontariste[réf. souhaitée]. Les droits civils et politiques, qui semblaient devoir garantir l’émancipation véritable des Noirs du Sud, furent étendus à tous les hommes nés ou naturalisés aux États-Unis, et donc aux noirs, par une série de lois sur les droits civils et par le 14e amendement : la section 1 donne la citoyenneté à toute personne née ou naturalisée aux États-Unis (donc y compris les anciens esclaves). Le processus, émaillé de plusieurs invalidations par la Cour suprême et d’interprétations divergentes du sens du 14e amendement, nécessita l’adoption d’un nouveau texte à valeur constitutionnelle. Promulgué en 1870, ce 15e amendement interdisait explicitement la limitation du droit de vote « pour des raisons liées à la race, à la couleur ou à un état antérieur de servitude ».
En juillet 2003, le président George W. Bush avait parlé de l'esclavage comme « l'un des plus grands crimes de l'Histoire », au cours d'une visite sur l'île de Gorée au Sénégal. Cinq ans plus tard, la Chambre des représentants présente des excuses pour l'esclavage et la ségrégation raciale envers les Noirs. Puis c'est au tour du Sénat des États-Unis le 18 juin 2009, sous la forme d'une résolution symbolique.

## 19 juin, Jour férié (Juneteenth)
Le 19 juin est un jour férié aux États-Unis. Le 17 juin 2021, le Président des États-Unis Joe Biden, promulgue une loi, presque adoptée à l’unanimité par le Congrès, pour créer un nouveau jour férié fédéral, le «Juneteenth», pour commémorer l’émancipation des derniers esclaves au Texas il y a 156 ans, le 19 juin 1865. Ce jour-là, l’armée de l’Union, victorieuse de la guerre de Sécession avait annoncé aux esclaves de la ville texane de Galveston qu’ils étaient libres, plus de deux ans après la Proclamation d’émancipation signée par le président Abraham Lincoln le 1er janvier 1863. L’année 2021, marque également le centenaire du massacre d’Afro-Américains à Tulsa, en Arizona. Le 1er juin 1921, des centaines de manifestants blancs avaient pillé et brûlé un quartier noir surnommé «Black Wall Street», exemple de réussite économique. Les violences avaient fait jusqu’à 300 morts, selon les historiens.

## Prisonniers-esclaves
Cette section devrait être déplacée dans l'article Prison aux États-Unis.
Pour plus d’informations, se reporter en page de discussion. (juillet 2020)
Le treizième amendement de la Constitution des États-Unis, adoptée par le congrès le 6 décembre 1865, abolit l'esclavage et la servitude involontaire, sauf en cas de punition pour un crime :
« Section 1. Neither slavery nor involuntary servitude, except as a punishment for crime where of the party shall have been duly convicted, shall exist within the United States, or any place subject to their jurisdiction. »

### À partir des années 1870

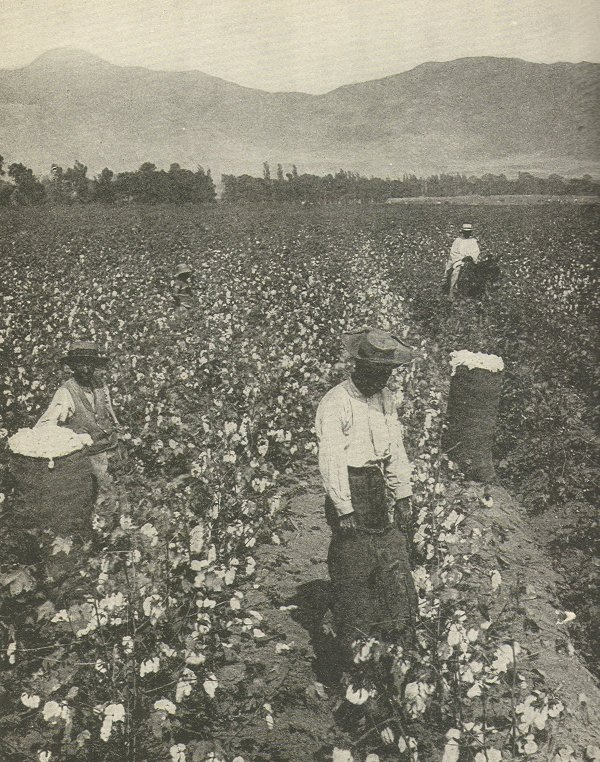
Culture du coton dans le Sud par des Noirs, 1921

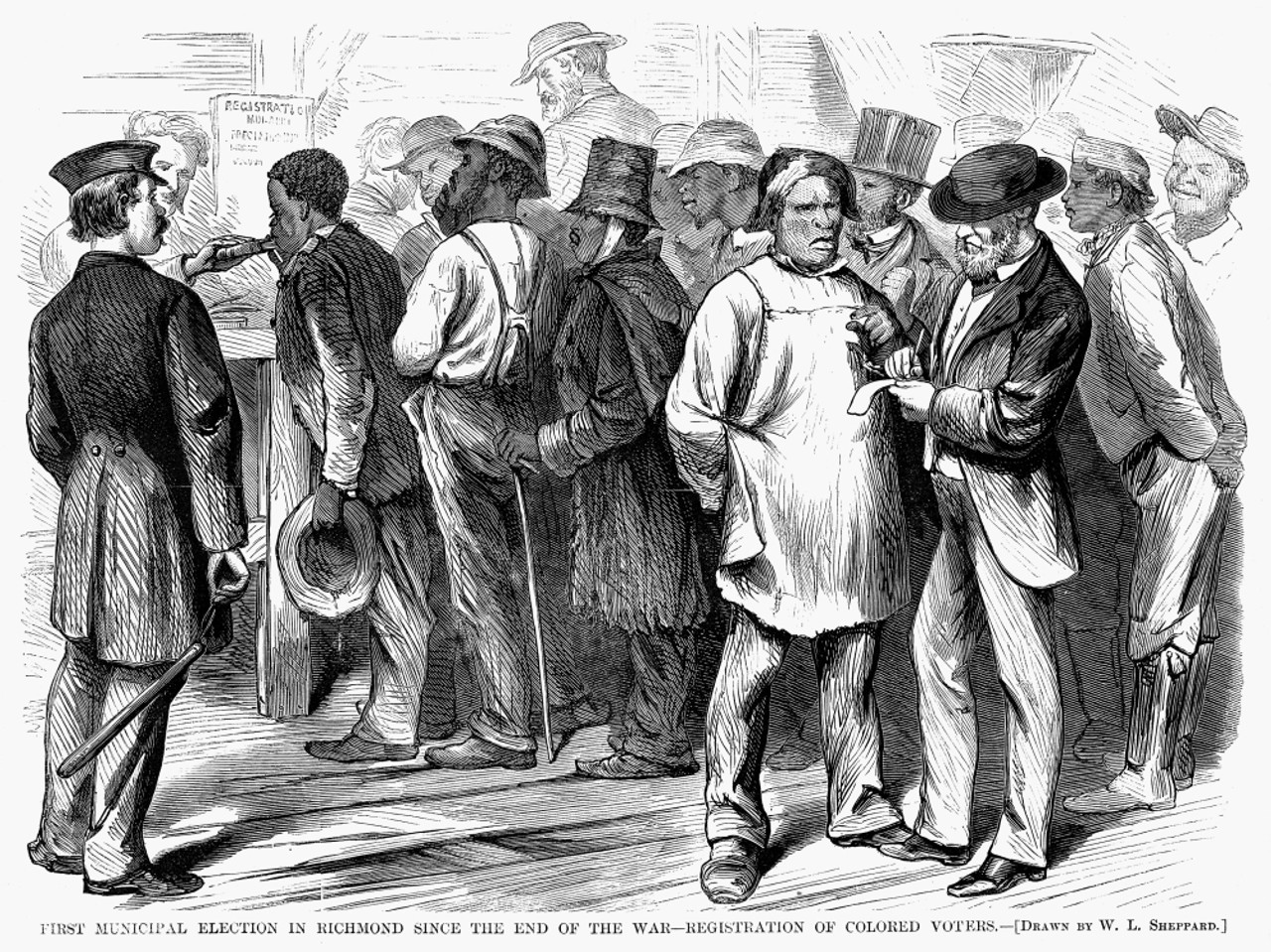
Des affranchis s'inscrivant pour voter en 1870 lors de la première élection municipale organisée à Richmond, en Virginie, après la fin de la guerre de Sécession.

Dans les années 1870 des propriétaires de sociétés utilisant des prisonniers comme ouvriers deviennent rapidement millionnaires et se font construire des villas à Jefferson City, capitale de l'État du Missouri, par le travail de ces mêmes prisonniers, dans le domaine de la confection des bottes, chaussures et selles d'équitation. Les populations des villes où ces pratiques avaient lieu, voyaient cela comme une concurrence de main d'œuvre déloyale et s'opposaient à ces pratiques. Durant la même période, au Nevada, la Nevada State Prison (NSP), fait également travailler les prisonniers dans les chaussures, ce qui rapporte à l'État 28 075 dollars en un an. Le gouverneur Tasker Oddie, favorable à l'automobile décide leur faire construire un réseau routier. Ils construisent entre 1911 et 1913 le réseau routier du Nord du Nevada.
Dès les années 1870, la Reconstruction était cependant perçue par l’ensemble des catégories de la population — noirs comme anciens maîtres — comme un échec. Pour les anciens esclaves, la déception était à la hauteur de l’espoir qu’elle avait suscité. Les difficultés d’intégration qui provoquèrent les premières migrations du Sud vers le Nord à la fin des années 1870 annonçaient les grandes migrations du début du XXe siècle. La persistance du racisme ainsi que la rapide séparation des Noirs et des Blancs dans de nombreux domaines de la vie sociale laissaient apparaître les prémices du système ségrégué que viendrait institutionnaliser la série des lois Jim Crow dans le Sud du pays, lois accompagnées par la création d'organisations racistes, telles que le Ku Klux Klan qui regroupait à cette époque tout « bon citoyen » blanc, souvent membre de la police locale.

## Historiographie
Longtemps délaissée par l'historiographie américaine dont l'attention fut longtemps retenue par la question des origines institutionnelles et politiques de la nation américaine, le thème de l'esclavage n'apparaît véritablement qu'au cours des années 1920 dans le champ de la recherche académique avec les travaux d'Ulrich Bonnell Phillips (en),,.
Le point de vue développé à la suite de Phillips, qui présente les rapports entre maîtres et esclaves sous un jour plutôt favorable, n'est remis en cause qu'au début des années 1950 par Kenneth M. Stampp (en) qui, après en avoir questionné l'objectivité en 1952, produit l'un des classiques du domaine avec The Peculiar Institution. Balayant l'image de la plantation comme lieu d'exercice d'un paternalisme bienveillant, il défend une position marxiste qui voit dans le système des plantations un régime d'exploitation au profit d'une aristocratie de planteurs.
Ses travaux seront prolongés par Eugene Genovese puis sa femme Elizabeh Fox-Genovese. Genovese conçoit l'économie du Sud comme un système non capitaliste et quasi-féodal où les planteurs sont considérés comme une caste, plus qu'une classe, pré-bourgeoise plus éprise d'une consommation ostentatoire que d'une mesure systématique de la rentabilité de ses investissements. Si le circuit commercial et financier de l'économie de plantation implique les métropoles de l'Est (New York, Baltimore ou Philadelphie et revêt même un cadre international (Le Havre, Liverpool), il constitue pour Genovese un système autonome du système capitaliste. Sa position marxiste originelle évaluera progressivement et Genovese ouvrit un vaste programme de recherche centré sur la psychologie sociale de l'esclave américain. S'appuyant sur les recueils d'entretien de la Works Progress Administration et non plus sur les écrits des planteurs qui avaient constitué jusqu'alors l'essentiel des sources sur la société esclavagiste, Genovese joua un rôle essentiel dans l'appréhension socio-culturelle de la société de plantation. À sa suite, Lawrence Levine ou John Blassingame insistèrent sur les modes d'expression spécifiques développés par les esclaves (gospels, folklore afro-américain…).
Dans les années 1970, parallèlement au programme socio-culturel ouvert par Genovese, le développement de la cliométrie est revenu, en inaugurant de nouvelles méthodes quantitatives, sur la question des implications économiques de l'esclavage. La mesure de sa rentabilité est en particulier devenue l'une des questions centrales soulevées par cette approche. Ouvert par John Meyer et Joseph Conrad, ce débat va focaliser toute l'attention après la parution de l'ouvrage Time on the Cross (en) de Robert Fogel et Stanley Engerman qui apparaît rétrospectivement comme « une sorte de tremblement de terre dans l'historiographie de l'esclavage ». La diversification des sources mobilisées et l'utilisation pionnière de l'outil informatique constituent les premières innovations d'un ouvrage qui remet surtout en cause nombres des positions communément admises jusque-là sur l'esclavage nord américain. En affirmant que les conditions de vie des esclaves étaient comparables et même meilleures que celles des ouvriers du Nord, les deux auteurs soulevèrent un tollé qui dépassa le monde académique. Une grande partie des travaux universitaires qui parurent sur le sujet dans les années 1970 se donneront ainsi pour tâche d'attaquer les conclusions des deux économistes. Les auteurs qui passèrent l'ouvrage au crible critiquèrent en particulier certaines extrapolations statistiques, les modes de traitement et relevèrent des erreurs de calcul manifestes. La présentation, sous un jour plutôt favorable, de la condition servile fut aussi vivement critiquée. Fogel revint sur certaines de ses conclusions dans un nouvel ouvrage ; il y affirmait notamment la supériorité économique du travail libre sur le travail servile, le premier permettant « la mobilité économique et sociale » et « la possibilité pour les individus de s'élever dans l'échelle économique », toutes choses qui étaient impossibles dans le cadre du second.